# Albert K. Cohen
Albert K. Cohen (Boston, 15 de junho de 1918 - 25 de novembro de 2014) foi um importante criminologista norte-americano.

## Biografia
Albert Cohen (1918-2014) nasceu em um bairro judeu na periferia de Boston. É filho de imigrantes. Seu pai era alfaiate e, embora sua família não fosse pobre, era bastante simples.
Cohen era um estudante excepcional e ingressou os estudos da graduação em Harvard. Seus pais não mediram esforços para pagar sua matrícula inicial, contudo Cohen conseguiu uma bolsa de estudos.
No seu segundo ano, ingressou em um curso de sociologia ministrado por Pitirim Sorokin. A necessidade de estudar a sociedade como um sistema total definido na história permaneceu com ele e foi reforçada pelos estudos de Talcott Parsons. Finalmente, Cohen teve como mentor Robert K. Merton em um curso que ele ingressou no seu último ano. Foi durante esse curso que o artigo fundamental do Merton emergiu: “Social Structure and Anomie”.
Fora desse ambiente intelectual extraordinário, Cohen desenvolveu o que ele chamou de “paixão” pela sociologia. Mas manteve o desinteresse do conhecimento pela criminologia.
Cohen se formou em Harvard em 1939 e, embora tivesse uma graduação com referências de Parson, Merton and Timasheff e fosse formado em uma universidade renomada, recebeu recusa atrás de recusa. Um membro de Harvard explicou que isso se deu porque Cohen era Judeu e que ele deveria estar preparado para enfrentar o preconceito durante toda a sua carreira acadêmica.  Ainda, lembrou que havia cotas para entrada de Judeus nas universidades americanas. Um dos chefes do departamento de uma academia americana chegou a enviar uma carta a Cohen informando que mesmo ele sendo altamente recomendado tal atitude era contra a política da universidade admitir judeus.
Depois de um tempo, Cohen recebeu um telegrama da “Indiana University” de Edwin Sutherland oferecendo uma vaga de assistente. Edwin Sutherland era o mais famoso criminalista e foi autor influente no campo da sociologia na Índia. Foi esse o primeiro encontro de Cohen com a criminologia. Lá Cohen encontrou e se reuniu com uma gama de professores e estudantes que mais tarde tornar-se-iam famosos, como: Lloyd Ohlin, Lester Hewitt e o mais importante, Alfred Lindesmith.
A dissertação de mestrado de Cohen, “The differential Implementation of Criminal Law” surgiu do conceito do crime de colarinho branco de Sutherland. Cohen focou nas leis Anglo-saxônicas porque havia tratamento diferente de punição dependendo do status social daquele que cometeu o crime.
Cohen trabalhou durante um ano na “Indiana Boys School”, um instituto de correção juvenil, onde ele era o diretor de orientação, entrevistando cada menino que chegava sobre sua família, delinquência e experiência.
Durante a segunda guerra mundial, ele serviu como um oficial em uma unidade química nas Filipinas.
Cohen voltou para Harvard para fazer doutorado. No final do semestre ele sentiu que tinha a resposta para a questão que havia feito no primeiro ano da graduação, advinda de sua experiência trabalhando no Instituto de correção juvenil e lendo “Street Corner Society”.`
Em 1947, retorna a Indiana University. Em uma publicação escreveu em “The American Sociologial Review,” em 1948, como parte da discussão do artigo de Francis Merrill sobre a natureza dos problemas sociais, ele aponta que os nossos valores mais honrosos e queridos podem produzir consequências imprevistas e inesperadas, por vezes, de natureza deplorável (aqui verifica-se uma clara menção ao trabalho de Merton). Assim, ele põe fim a teoria adotada pelos funcionalistas e institui uma nova teoria desviante, na qual pessoas do bem podem ser cruéis, acabando com a ideia de que apenas pessoas cruéis causam crueldade.  Ele coloca o conceito de “disorganisation” como uma explicação para o crime. Argumenta ainda, que em um sistema social estritamente ligado, muitos problemas sociais, normais e crônicos, são derivados de sistemas altamente organizados.
Ele termina sua tese de PhD denominada “Juvenile Delinquency and the Social Structure” em 1951. Trata-se de um trabalho excepcional dividido em 2 volumes: na primeira parte expõe sobre a teoria da subcultura (theory of subcultures), na segunda parte aplica os princípios dessa teoria para especificar o problema da delinqüência. Sua principal obra “Delinquent Boys: The Culture of the Gang” foi divulgada em 1955, segundo a qual, os problemas psicológicos que afetam os meninos são resultados de contradições sociais das suas experiências vividas inseridas dentro de uma sociedade e não apenas de seus problemas pessoais ou familiares, e sim da estrutura social como um todo. Antes de tudo, o livro é uma resposta para solucionar o problema que Cohen colocou em 1939 no seu primeiro seminário na Indiana University. No livro ele apresenta tanto a teoria da transmissão como as culturas originárias da delinquência, tenta explicar a delinquência na classe operária e na classe médica, as diferenças entre meninos e meninas e as relações masculinas com o crime.
O livro começa colocando em foco três aspectos da teoria da delinquência: o que seria o conteúdo da “delinquent subculture“. Sua descrição da teoria da subcultura é a antítese do modelo utilitarista e de meios-fins que Merton expôs em “Social Structure and Anomie”. Essas características Cohen chama de não utilitarista, maliciosa e negativista. Ou seja, defende que muitas vezes a delinquência não tem um fim utilitário, tem apenas o objetivo de causar riso, perturbação, problemas, ridicularizar regras e autoridades. Cohen caracteriza a subcultura como um ato de transgressão constituído pela inversão de valores da classe média. Merton, pelo contrário, defende que a delinquência é um ato proveniente da negação ao acesso das oportunidades, no qual, se busca, por meio dela, o caminho mais fácil para atingir o bem material.
Cohen afirma que são atos racionais. Os meninos de classe baixa visam reagir aos valores que eles consideram legítimos e autoritários pois o enxergam como uma ameaça. A classe baixa é mal preparada para enfrentar a competição da classe média, reagem a humilhação por um processo de “reaction formation”. Ao mesmo tempo, Cohen critica ferozmente quem vê a delinquência como uma manifestação do irracional.
É comum compararmos Cohen a Merton, mas, embora sejam similares no plano familiar e educacional, Merton escreveu sobre anomia durante a grande depressão e Cohen no pós guerra, durante o momento de prosperidade americana. Merton foi influenciado por Durkheim e Marx, enquanto Cohen foi influenciado por Sutherland, Parsons a ironicamente, por Merton. Para Merton é a legitimação da crise do sistema, já para Cohen a delinquência é um problema que ocorre em um sistema bem sucedido. Para Merton é uma contradição entre cultura e estrutura enquanto para Cohen é um problema entre culturas.
Em 1964, Cohen decidiu sair da Indiana porque não estava mais feliz e porque não poderia mais passar o resto da sua carreira ali, então, mudou-se para University of Connecticut.
Em 1965 teve sua primeira publicação, altamente inovadora, “The Sociology of the Deviant Act: Anomie Theory and Beyond”. Cohen explora as situações onde atos punitivos e vingativos causados por desviante não demonstra conflito aparente de interesses. Ele desenha o conceito de “ressentiment”, uma ideia com genealogia fascinante de Nietzche, Scheler e Sombart.
Em dezembro de 1972 Cohen ministrou uma palestra em Oxford intitulada de “The Elasticity of Evil” que foi publicada em forma de panfleto dois anos depois pela “Penal Research Unit”. É um bom estudo que altera as definições do bem e do mal e o jeito em que cada um deles influencia em nossa identidade.
Em janeiro de 1973, em uma visita à Inglaterra, ele participou da National Devancy Conference intitulada de “The policy and Ideological Implications of the New Deviancy Theory”.
Em 1988 aos 70 anos sai da universidade de Connecticut como professor emérito e vive para cuidar de sua mulher doente.
Cohen influenciou na teoria da subcultura e sua acusação sobre a teoria multifatoral é muito relevante até hoje, visto que colabora para o entendimento da cultura desviante. 

## Introdução às teorias

### The study of social problems – discussion – Albert K. Cohen – Indiana University
A tese é sobre o papel dos valores que se divide em duas vertentes: (1) em definir situações e comportamento como problemas e (2) bloqueiam a solução. Ele afirma que há um conflito entre o comportamento  e o valores, mas o seu foco está no gerador dos problemas sociais, que são produtos de uma sociedade dinâmica na qual comportamento muda mais rápido do que os valores que definem isso. 
Dentre as opções geradoras: a) Comportamento em conformidade com aqueles valores mais honrados e amados podem produzir consequências imprevisíveis e involuntárias. Quando isso acontece se tem as situações mais deploráveis e mais problemáticas; e b) Comportamento de acordo com instituições sagradas podem gerar situações de tensão que resultam na criação de sistema de valores e até subculturas antiéticas.
Esses sistemas de valores depravados, subculturas  e situações-problema em certos casos são o preço necessário e a pré condição para se ter estabilidade e preservação da instância de poder.
IMPORTANTE:  problemas sociais são funções de uma estrutura altamente integrada ao sistema social.
Assim, os valores bloqueiam as soluções para os problemas sociais. E os sociólogos tentam descobrir as causas para poder eliminar ou até mesmo controlar, sem que as instituições sejam santificadas. Porém esse trabalho é demorado. 
As pessoas estão insatisfeitas com certas coisas e querem que algo seja feito a esse respeito.
Cohen contraria a ideia do Professor Merrill, de que problemas sociais e desorganização social são formas complementares de se descrever a mesma coisa, pois não se sabe exatamente o que “social desorganization” significa. 
Cohen defende que se organização é um sistema no qual uma ação é determinada e estável, então, problemas sociais incidentes são normais em um sistema de alta organização.
Merrill diz que delinquência, psicose, conflitos familiares são funções de uma estrutura da total personalidade (estrutura da total situação). Esse sistema inclui elementos – estratificação social, realeza, ocupacional e de diferença sexual/idade – que são essenciais na determinação da personalidade e da conduta.

## Principais Obras

### Deliquent boys

#### An Unsolved Problem in Juvenile Delinquency
Albert Cohen inicia o livro “Delinquent boys” determinando a diferença entre cultura e subcultura (subculture). O primeiro conceito caracteriza-se por ser o conjunto de conhecimentos, crenças, valores, códigos, gostos e prejuízos de uma sociedade. Já o segundo é a cultura existente dentro de determinado grupo o qual faz parte de uma sociedade maior a qual possui uma cultura própria. Em outras palavras, cada grupo possui maneiras próprias de pensar e agir a ponto de especificar a cultura geral.
Vale destacar que para fazer parte de um grupo que vive conforme determinada subcultura é preciso tornar-se parte de uma coletividade que já baseie suas crenças e atitudes no padrão cultural específico. Nesse sentido “deliquent subculture” é um modelo de viva que se tornou tradicional em certos grupos – chamados pelo autor de “boys’ gangs” – na sociedade estadunidense, principalmente nas “deliquency neigborhoods” das grandes cidades do país. 
Existem diversas teorias de como e porque um jovem se torna um “deliquent boy”. Duas categorias principais podem ser determinadas: uma baseada na “cultural transmission” e outra em “psychogenic factors”. Dentro das defesas de caráter cultural, há teses baseadas na ideia de que o fator determinante para um jovem tornar-se delinquente relacionar-se-ia com o grau de exposição dele à “deliquent subculture”. Nessa óptica estariam excluídos fatores de caráter psicológico e de personalidade.
Já as teorias com olhar mais voltado aos “psychogenic factors” são mais diversificadas e tem como ponto em comum a ideia que a determinação entre ser delinquente ou não é um fator interno ao ser humano. Assim, para algumas teses, o jovem já nasceria como um criminoso e as limitações e convenções sociais não seriam capazes de evitar que essa característica pessoal fosse desenvolvida.  Há também outras defesas que tem como pilares a ideia de que quando um jovem não se encaixa na sociedade devido a problemas psicológicos próprios ele enfrenta diversas frustrações. Essas, por vez, gerariam o caráter delinquente na pessoa.
Albert Cohen acredita que esses dois grupos de teoria podem se misturar a fim de melhor explicar o fenômeno do “boys’ gang”. Todavia, o autor destaca a visão de que fato de delinquência não é algo inerente à pessoa e capaz de se desenvolver sozinho. Dessa forma, a teoria dele tende a visão de uma “cultural transmission”; porém ele considera que fatores como a personalidade podem influenciar na determinação do desenvolvimento de um “delinquent boy”.

#### Facts the theory must fit
A tentativa de explicação de qualquer coisa através de apenas um de seus fatores constitutivos torna a própria argumentação insuficiente. O contexto exerce papel importante para real compreensão do objeto da análise de forma que não se pode ignorá-lo a favor do detalhe. Porém uma explicação que leva em consideração o contexto da matéria de estudo torna-se mais abrangente e complicada.
Nesse sentido, é fundamental conhecer quais os pontos a serem estudados para se ter conhecimento de qual o contexto merecedor de análise. Mais ainda, quando maior o objeto d análise principal, mais fatores o influenciam e maior o contexto a ser analisado. Assim, quando se estuda a “delinquent subculture” sob a óptica de Albert Cohen é fundamental entender as particularidades existentes no objeto de estudo do autor, como o fato de que ele não busca compreender a ocorrência de todos os crimes existentes na sociedade, nem todos os crimes praticados por jovens, mas sim um universo mais limitado. 
Para o autor, a “juvenile delinquecy” deve ser estudada sob o olhar livre dos conhecimentos que determinam “crime” como os ilícitos penais praticados por adultos. Não se pode criar a presunção de que o crime praticado pelo adulto é o mesmo que praticado pelo jovem. Existem particularidades nos atos praticados por jovens, mesmo que sob uma óptica distante eles pareçam iguais.
Há três características principais na “deliquent subculture” que são:
- ela é non-utilitarian

Crimes “utilitarian” seriam aqueles praticados como o meio para um fim como, por exemplo, o furto de um objeto de valor para rever. Contudo, essa característica não está presente nas “boys’ gangs” as quais segundo o autor, muitas vezes não possuem motivação nenhuma quando praticam um ato classificado como criminoso. Praticam-se crimes como uma forma de recreação ou de obter status em determinado grupo, mas não por outro fim.
De fato, reconhece-se que a maioria das “boys’ gangs” são formadas por jovens de classes economicamente menos privilegiadas e que certos objetos são furtados ou roubados porque são mais caros. Contudo, deve-se entender que a atitude desses meninos não constitui um modo alternativo de aquisição desses bens. Existe, assim, um ato desmotivado por um objetivo final; a atitude delinquente justifica-se em si mesma.
- possui um caráter “malicious”

Sob essa óptica, a atitude considerada delinquente tem como traço particular o desafio a outras pessoas e ordens estabelecidas. Assim, condutas em desrespeito a professores, pais e mães são consideradas “malicious” uma vez que constituem um desafio a outro indivíduo.
- é “negativistic”

“Negativistic” aqui tem o sentido de que a “delinquent subculture” é o oposto das regras e normas impostas e valoradas dentro de uma sociedade adulta respeitável, nos termos do autor. Em outras palavras, as “boys’ gangs” buscam polarizar suas atitudes no sentido contrário ao que é visto pela comunidade dita respeitável como condizente com as ideias de certo, legítimo, honesto. Ocorre uma legítima inversão de valores na “delinquent subculture”, de modo que as condutas consideras corretas pelos padrões valorativos da subcultura em questão o são exatamente porque são tidas como erradas na cultura social.
Entretanto, há outras características da “delinquent subculture” que devem ser destacadas. Uma delas é a “versatility” das práticas das “boys’ gangs”, pois o roubo tende a ocorrer juntamente com outros atos condenados socialmente como o vandalismo e a evasão escolar. Observa-se assim, que o grupo não existe unicamente para a prática de crimes, mas que essa atuação constitui uma das atividades da coletividade.
Além disso, há o chamado pelo autor de “short-run hedonism” que significa a ausência de planos e objetivos de longo prazo. Normalmente, os jovens se reúnem sem um motivo específico e só depois decidem pela prática de determinada atividade. Obviamente essa característica não é exclusiva de grupos delinquentes, aparecendo em muitos outros, porém ela é essencial na comunidade em questão.
Por fim, destaca-se a característica de “group autonomy”, ou seja, a autonomia do grupo em relação à sociedade. Não se discute nesse ponto a autonomia dos membros das “boys’ gangs” em relação a pessoas da sociedade – como por exemplo, autonomia em relação aos familiares –, mas sim autonomia do grupo em si. As “boys’ gangs” buscam tornarem-se independentes da sociedade de forma que não toleram as restrições sociais permitindo apenas a existência de pressões informais dentro do próprio grupo. Vale destacar que na medida em que as relações sociais tornam-se hostis fora do círculo social mais restrito, elas ganham maior caráter de solidariedade dentro dele.
Compreendida a noção de “delinquent subculture”, o autor traz três tentativas falhas de explicação desse fato social. A primeira é chamada de “social disorganization” e baseia-se na ideia de que as novas regiões que estavam surgindo nas grandes cidades americanas, os “slums”. Esses seriam desorganizados socialmente de forma a não serem capazes de controlar a delinquência. 
Duas são as principais críticas do autor à teoria. Uma delas constitui no fato de que existe uma organização social nessas localidades, mesmo que ela seja diferente da ordem social dos “melhores” bairros – como se refere o autor. Esse arranjo social pode ser inadequado para contenção efetiva da delinquência e para solução de outros problemas sociais, mas de fato ele existe.
Outra crítica está no fato de que a teoria limita-se a justificar a existência de “boys’ gangs” pela ausência de mecanismos de controle dessa coletividade. Contudo, essa falta de recursos de limitação não explica como surgem esses conjuntos de jovens. De fato, pela maior permissibilidade torna-se mais fácil a expressão de impulsos de caráter delinquente por parte de jovens, mas ainda assim não se explica como os grupos surgem. 
A segunda teoria denominada “culture conflict” entende que falta de unidade cultural nessas mesmas áreas podem gerar a delinquência. O jovem fica confuso devido à diversidade de parâmetros culturais a ponto de não conseguir aceitar nem assimilar nenhuma das culturas. Essa crise interna levaria, então, a “delinquent subculture”. Assim como na primeira, Albert Cohen crítica a ausência de uma explicação do surgimento das “boys’ gangs”. Porém, é fundamental notar outro ponto levantado pelo autor que existe um ponto comum nos grupos étnicos culturais de não encorajamento de roubo, vandalismo, habitual evasão escolar e o “negativism” que caracterizam o mundo dos delinquentes.
A terceira e última teoria trabalhada é a do “illicit means” segundo a qual a cultura americana cria o desejo pelo alto status social, mas não há igualdade de oportunidades para que as pessoas alcancem esse status. Em outras palavras, os indivíduos desejam determinados produtos, marcas e o reconhecimento; porém alguns têm maior facilidade e oportunidade do que outros de alcançar os fatores desejados. Assim, a população em desvantagens de meios busca métodos ilegais de alcance dos mesmos fins. Para Cohen, porém, essa visão é bem aplicada a crimes praticados por adultos, mas não por jovens; uma vez que diversos elementos da “delinquency subculture” não são respeitados por essa visão, como, por exemplo, a ideia de “non-utilitarism”.
Existem diversos dados estáticos sobre a população considerada delinquente, contudo deve-se tomar cuidado na analise desses números, pois eles analisam parte dessa população e não ela por inteiro. Além disso, a maioria dos dados estatísticos não diferencia os delinquentes que podem ser considerados como pertencentes a “deliquency subculture” daqueles que não podem. Assim, por mais valiosos que sejam os dados estatísticos nem tudo pode ser considerado como realidade fática e como interessante para em questão.
As estatísticas demonstram que a maioria dos delinquentes é caracterizada por serem homens jovens e da chamada “working class” que é a classe economicamente menos privilegiada.  Cohen traz em seu livro opiniões e estudos de diversos autores como Warnr, Lunt, Wattenerg e Thrasher que por mais que consigam demonstrar a existência de jovens delinquentes em classes sociais privilegiadas, não são possuem dados suficiente para se justificar um mudança no paradigma de que a delinquência é mais frequente na “working class”. 
Nesse sentido é preciso considerar que os estudos estatísticos são feitos com base nos dados oficiais, ou seja, naqueles dados coletados pela prática policial e jurídica. Dessa forma, um grande grupo de atos passíveis de ser considerados delinquentes e até mesmo criminosos pela sociedade é excluído dessa conta, como defende Schwarz. Em corroboração a essa ideia the Cambridge-Somerville Youth Study demonstrou que atos não contabilizados nos dados oficiais são praticados por pessoas pertencentes às todas as classes da sociedade. Contudo, a maioria dos jovens ainda apresenta-se como pertencente a “working class”.
Nesse sentido, admite Cohen ser a delinquência uma característica não exclusiva das classes pobres, mas mais frequentes nelas. Mais ainda, ele defende que não existem razões capazes de justificar uma diferente disposição social entre a delinquência em geral e a “delinquency subculture”; de forma que essa também será mais frequente na “working class”.

Quando trata da delinquência praticada por mulheres, Cohen traz dados estatísticos – sob a mesma ressalva dos anteriormente utilizados – de que a delinquência é no mínimo quatro vezes mais frequente em homens, de forma que se deve considerar esse número sob o ponto de que ele ignora a quantidade de casos de delinquência que não chegam ao alcance dos dados oficiais. Mais ainda, o autor afirma que a delinquência feminina relaciona-se mais com "delinquência sexual" do que com a “delinqueny subculture” não só por não possuir características de “diversity” e “versatility”, mas também porque normalmente atitudes delinquentes em forma de grupo são mais frequentes em “boys’ gangs”. Assim, o autor afirma que se as meninas possuem “deliquency subculture”, ela se distingue da analisada na obra.

#### A general theory of subcultures
Albert Cohen define ações como o resultado de uma série de esforços para resolver um problema. Esse é constituído por uma situação acarretadora de tensão, desafios e desequilíbrios. Em outras palavras, na existência de um problema, o indivíduo deve fazer uma escolha para resolvê-lo de forma que toda ação é uma consequência de uma escolha. Nessa óptica, para compreender a natureza dos problemas humanos e o que os produzem é necessário entender as atitudes humanas.
Os problemas surgem de múltiplos fatores com base em dois pontos principais:
- “Situation the actor confronts” (situações enfrentadas pelo sujeito – tradução livre)

Essas situações enfrentadas pelos sujeitos são o mundo no qual as pessoas vivem e como elas se localizam nele. Em outras palavras, a sociedade na qual a pessoa se insere e como ela organiza o próprio tempo, os recursos disponíveis e as relações pessoais com as pessoas a sua volta. Dessa forma, os problemas surgem pelo fato das situações limitarem as possibilidades de escolhas que existem e que podem ser tomadas, assim como as condições sobre as quais essas escolhas são possíveis.
- “Actor’s frame of reference” (referencias que o sujeito possui – tradução livre)

As referencias tidas pelo autor são as crenças dele, assim como o que ele acredita ser possível para resolver uma questão e quais seriam as consequências de uma determinada ação. Esses pontos dependem do ponto de vista da pessoa possuindo assim um caráter subjetivo baseado em interpretações, preconceitos, estereótipos e valores de cada ser humano. Dessa forma, a determinação de um problema como um “really hard problem” – ou seja, que não possui soluções fáceis – depende de preceitos pessoais.
Dados esses pontos, uma solução é efetiva quando ela realmente satisfizer as necessidades da questão o que acarreta em uma mudança no “frame of reference”. Ao fazer uma escolha, um dos fatores pessoais deve ser relativizado, mesmo que seja para desistir do objetivo que gerou inicialmente o problema. Dessa forma, uma solução só satisfaz a questão se a culpa for minimizada por uma mudança nos padrões morais da pessoa. Essas formas de alteração do “frame of reference” constituem os chamados “mechanism of adjustment”.
Uma vez compreendidas as origens dos problemas, é preciso deixar claro que eles não distribuídos de forma aleatória na sociedade. Eles dependem do grupo ao qual a pessoa pertence (classe social, cor, idade, tipo de trabalho) não só pelas características que eles possuem, mas também pelo fato de que as oportunidades alcançam em forma e grau diversos cada uma das coletividades. Além disso, os anseios e as expectativas dependem do grupo em questão. Assim, a criação e seleção de soluções são influenciadas pelo papel social e pelo ambiente no qual a pessoa vive, de forma que os “mechanism of adjustment” jamais serão capazes de explicar as atitudes humanas enquanto houver essas diferenças pessoais.
Assim, busca-se entender de que modo o fato de fazermos parte de um sistema social interfere no modo como lidamos com nossos problemas. Sabe-se que as decisões dependem tanto das pessoas que estão a nossa volta como da capacidade delas de resolver o problema atual e eventuais problemas passados sem gerar problemas futuros.
Em relação ao grupo de pessoas que nos circundam importa principalmente as pessoas que nos apoiam e das quais dependemos. Assim, o nosso âmbito de escolha fica limitado uma vez que se deseja ser bem visto por um grupo. Nesse sentido, as pessoas buscam assumir os símbolos, incorporar comportamentos e integrar para si o “frame of reference” da coletividade à qual pertencem tendo como consequência a facilitação da convivência com aqueles que pensam como nós.
Surgem, então, os “reference groups”, ou seja, os grupos sociais que tem maior eficiência do que outras autoridades para delimitar a validade ou plausibilidade das nossas crenças. A determinação de qual é o “reference groups” de uma pessoa, porém não é fixo, uma vez que existe uma migração de um grupo para o outro de acordo com o ambiente social favorável a resolução de problemas de ajustamento, ou seja, os “mechanism of adjustment” alteram o “frame of reference” que por consequência geram a migração entre “reference groups”.
Contudo, vale destacar que existe uma grande dificuldade em agir em desconformidade com o que as outras pessoas fazem. Essas por sua vez são influenciadas pelos círculos sociais delas, gerando a chamada “surrounding culture” que aumenta ainda mais o controle sobre as possíveis decisões a serem tomadas. Assim, a única forma de surgimento de uma subcultura é pela existência de atores com problemas similares de ajustamento em real interação entre eles.
Em uma situação fática, nas hipóteses de solução de conflito existe uma que não carrega o critério social de validade e não promove o status proveniente de um grupo de pessoas que concorde com a opinião. Ao mesmo tempo, essa decisão pode ser a que melhor responde ao problema e aparece como a mais eficiente. Todavia, a menos que exista uma desconfiança por parte do indivíduo de que essa escolha será aceita pela sociedade a ponto de alterar o “frame of reference” dela, ele não optaria por agir em conformidade com ele.
Nesse sentido, a subcultura nasce necessariamente de ações de um grupo. Pessoas agem de forma minimamente inovativa e esperam a atuação das outras. Se ela recebe uma resposta positiva, a mudança avança; porém se negativa ocorre contração. Assim, as pessoas podem atuar diretamente pela mudança ao realizar atos inovativos ou indiretamente ao encorajar outras pessoas a o fazerem.
Ocorre, então, o chamado “process of mutual conversion” segundo o qual não basta converter apenas a si mesmo da valoração da mudança, mas também é preciso demonstrar a terceiros que a alteração está “certa”. Isso acontece, principalmente, porque existe, dentro de cada indivíduo, a necessidade do aceitamento alheio. Em outras palavras, converter a si mesmo significa converter outros.
Pode-se então considerar que a criação de uma subcultura é uma espécie de solução para possíveis “status problems”. Para que alguém alcance um bom status no olhares de terceiros, é preciso que o indivíduo seja bem qualificado segundo critérios de julgamento de pessoas existentes no “frame of reference” desses terceiros. Na medida em que a subcultura altera o “frame of reference” ela interfere nesses critérios o que pode fazer com que eles se transformem em padrões culturais que valorizem as características presentes na pessoa. Assim, a obtenção de status dentro do grupo implica na perda dele na sociedade.
Outro ponto relevante da subcultura é que só na interação com aqueles que dividem dos mesmos valores que o indivíduo, é que ele acha validação social para seus valores. Assim, a continuação da existência do grupo como forma de convivência se transforma em um valor a ser defendido pelo próprio ator. Mais ainda, a pessoas busca preservar a existência do grupo, pois uma vez que ele foi desenvolvido as relações internas subsituem as que o indivíduo antes possuía externamente gerando maior dependência do ator pela coletividade.
Em suma, partindo da premissa que as inovações no “frame of reference” ou nas ações são uma consequência do “problems of adjustment”; observa-se que:
1. pela teoria baseada no “psychogenic factors”, as inovações são criações dos atores, de modo que o ambiente gera o nascimento do problema, mas na determinação da solução o ambiente teria um papel de menor relevância.
2. no pure or extreme cultura-transmission model existe uma falha na definição de formação de novas culturas, uma vez que a ideia de “problems of adjustment” e da motivação de novas atitudes são deixadas de lado.

Contudo, pelo olhar de Albert Cohen, a existência de “problems of adjustment”, mesmo que envolvendo uma pluralidade de atores, não é suficiente para garantir o surgimento de subcultura como forma de solução do problema. Para que ocorra essa inovação, as pessoas com problemas semelhantes precisam ser capazes de, de forma livre e espontânea, se comunicar entre si a ponto de que ocorra incentivo mútuo pelas atitudes que busquem mudança. Desse modo, deve-se analisar as reais oportunidades de “mutual exploration and discovery”.
Observa-se, então, que ocorreu nesse capítulo tratou-se de forma abrangente sobre a ideia de formação da subcultura. Em seguida, buscar-se-á demonstrar como certos “problems of adjustment” tendem a ocorrer mais e determinados setores da sociedade Americana onde a  “delinquent subculture” é mais presentes; como uma consequência da própria estrutura social dessa sociedade. Por fim, tratar-se-á sobre como a “delinquent subculture” é capaz de gerar uma solução apropriada a esses problemas. 

#### Growing up in a Class System
O fato das pessoas de “working class” terem mais chances de ser parte da “delinquent subculture” não quer dizer que elas têm mais problemas do que as pessoas de classes sociais mais altas. Todas as classes possuem diversos problemas que mudam em relação ao tipo, ao que se relacionam e os meios disponíveis para solucioná-los. Dessa forma, compreende-se que na realidade fática, os ramos de problemas enfrentados pela “working class”, assim como o contexto no qual surgem são mais adequados a gerar a “deliquent subculture”.
A fim de melhor entender a subcultura em questão, analisar-se-á o “culture pattern” dela. Em outras palavras, buscar-se-á entender quais as características que se repetem em milhares de mini coletividades espalhadas tanto no tempo, como no espaço e que persistem {a mudança e gerações. Assim, dentro das características de crianças da “working class” que podem gerar a subcultura vamos nos especificar nessas que são típicas, recorrentes e compartilhadas. 
Para começar esses estudos é preciso entender que a família tem um papel fundamental na vida da criança. Ela representa um tipo pequeno de estrutura social e é capaz de influenciar o jovem. Contudo, deve-se saber que a família na é excluída da sociedade a qual pertence de forma que por ela é influenciada. Assim, a família é um grupo social de extrema relevância na vida do jovem, mas que está submetida a “frame of reference” da sociedade.
Nesse sentido, um dos principais conceitos ensinados dentro do âmbito familiar é o “membership” sob os olhos particulares desse instituto dentro de um ambiente doméstico. Assim, “membership” significa duas consequências básicas. Por um lado, uma pessoa poderá e será vista como representante do grupo como um todo criando identidades nem sempre existentes entre as pessoas. Por outro, a posição da família na estrutura social – e principalmente em como isso afeta a relação com outras famílias – vai determinar a experiência que todos os membros da família encontrarão fora do mundo familiar.
Mais ainda, a família interfere nos interesses e preferências da criança ajudando a determinar os tipos de pessoa e situações que ela vai encontrar fora do mundo doméstico. É, através do “frame of reference” familiar que a criança, primariamente, vê, interpreta e busca entender o mundo exterior. Os hábitos e habilidades aprendidas na família determinam como a criança vai lidar com situações no mundo. Contudo, mesmo sendo influenciada demasiadamente pela família, a criança encara o mundo conforme as suas particularidades.
Antes de iniciarmos um desenvolvimento dos temas acima abordado, é preciso enteder o que constitui o “class system” do qual a família é uma unidade. Um “social class system” constitui-se em uma sociedade na qual existe certa organização das famílias a fim de classificá-las, basicamente, como: “good families”, “non-count families” ou “families with no standing” e “poor but honest families” ou “good, solid working-class families”. Obviamente essa é uma divisão simplista que se modifica em cada pais pela alteração da quantidade de categorias e de pessoas dentro delas, assim como pela existência de graus diferentes em relação a facilidade de mudança de categoria.
Deixadas as especificações de lado, nos Estados Unidos há esse tipo de sociedade, de forma que toda família tem um status compartilhado por todos os seus membros. Essa valoração social sobre determinada família determina o respeito, a consideração e o poder que ela terá perante outras famílias. Contudo, vale destacar que os americanos não demonstram a sua consciência da existência dessa divisão o que não faz com ela deixe de existir; apena permita uma existência tácita.
Não se sabe ao certo se as crianças veem claramente a classificação nem em que momento ganham consciência da realidade social. Todavia, a partir do momento que ela começa criar um senso de individualidade, desenvolve também a ideia de família como parte de quem ela é. Assim, através da observação das atitudes dos adultos entre si, ela acaba internalizando determinados preceitos sociais.
Um exemplo desses fatores absorvidos pelas crianças é a proibição paterna de que seus filhos sejam próximos de determinadas crianças. Porém, não são apenas os pais que julgam os jovens. Estes são avaliados em diferentes momentos por critérios que dependem do observador e de seu “frame of reference”. Para o estudo utilizaremos a dicotomia “middle class” e “working class” que não determina uma divisão clara nem gera grupos homogêneos, mas é eficiente para o caso.
Nesse sentido existem as normas em concordância com o “middle-class” “frame of reference”. Essas regras determinam as bases que as crianças devem atingir, mesmo que sejam da “working class”, sob o olhar baseado nos principais valores da sociedade americana. Elas ligam-se muito a qualidades morais de caráter protestante e à ideia de sucesso que tem como exemplo a racionalidade, a disciplina própria e a independência. Em suma, as “middle-class norms” determinam o que as crianças precisam ter para conseguir respeito social em relação ao “class status” na vida adulta.
Assim começa a existir uma similaridade entre as expectativas de adultos e de crianças. Existem, então, nove principais pontos a serem consideradas nas “middle-class norms” em relação aos homens. São eles:
1. A ambição é considerada uma virtude e a sua falta é um defeito e sinal de falta de concordância com os preceitos sociais. Assim é preciso que exista a aspiração a objetivos difíceis e de longa duração, ou seja, a vontade de “ser alguém na vida”.
2. A ética da responsabilidade individual é aplicada com a intenção de cada um tem a obrigação de cuida de si mesmo, dos seus recursos e suas necessidades.
3. A valorização da pessoa que tem habilidades capazes, principalmente, de alcançar objetivos tangíveis. Além disso, entende-se que essas conquistas são uma consequência da junção entre habilidade e esforço.
4. A valoração do “worldly asceticism”, ou seja, da capacidade e habilidade de não se subordinar a tentações que gerem satisfações imediatas sem a devida consideração das consequências futuras. Assim, é importante que a pessoas seja capaz de colocar foco em objetivos de longo prazo sem deixar ser seduzido por possíveis tentações atuais.
5. Racionalidade como planejamento consciente aliado à organização do tempo e à alocação de recursos de modo econômico e tecnologicamente eficiente
6. A cultivação racional de “manners, courtesy and personability”. Em outras palavras, a capacidade das pessoas de demonstrarem respeito em relação a outros; além da habilidade de ser sociável ao ponto de consegui conquistar a simpatia do maior grupo de pessoas possível.
7. Controle da agressão física e da violência.
8. Entendimento de que mesmo o momento de recreação e lazer deve ter alguma finalidade, ou seja, que não deve haver “perda de tempo” através do incentivo de atividade de lazer que possuam um elemento “construtivo”.

1. Respeito pela propriedade como um grupo de atitudes que se relacionam com a natureza da propriedade e seu significado.

Observa-se, assim que a habilidade de entrar em conformação com essas normas e assim entrar no status desejado não depende apenas do esforço da vontade. A obediência e cumprimento desses preceitos torna-se mais fácil para quem foi treinado previamente segundo essas normas, para quem já as internalizou, ou seja, para as criança de “middle class”.
Entretanto, deve-se entender que a dicotomia entre “middle class” e “working class” não são delimitadas de forma simples a taxativa. As duas culturas apresentam heterogeneidades dentro de si mesmas que aproximam certas pessoas ou grupos à classe social oposta sem necessariamente gerar a mudança de padrão cultural principal. Assim, deve-se entender “working class culture” e “middle class culture” como características genéricas que não estão presentes em todas as famílias desses grupos, mas de modo geral influenciam às crianças por distingui o ambiente cultural do “working class boy” do ambiente do “middle class boy”.
A cultura do “middle class”, por exemplo, pode ser encontrada de forma atenuada dentro de determinados pontos da “working class culture”. Essa cultura possui característica peculiares:
- Os adultos do “working class” possuem aspirações e ambições, porém elas são limitadas tendo-se como exemplo o desejo de trabalhos que sejam mais bem vistos pela classe a qual pertence e não trabalhos ocupados por membros da “middle class”

- No quesito de planejamento a absorção é menor, pois entende que por mais que seja necessária a reserva de recursos para situações futura, por exemplo, as vezes a necessidade imediata impede que os planos sejam seguidos. Além disso, o planejamento tem mais a ver com manter um nível de vida do que melhorá-lo;

- A responsabilidade individual é deixada de lado a favor da ética da reciprocidade. Ética da reciprocidade é o fato de que as pessoas pedem ajuda a indivíduos de maior proximidade sem se sentir culpadas de o fazerem. Além disso, elas se veem obrigadas a ajudar as outras quando se encontram em situações melhores. Ocorre aqui uma mitigação da ideia do “getting ahead” que existe na cultura do “middle class” em favorecimento de uma ideia de igualdade de reciprocidade econômica e de honestidade.

- Existe na “working class” uma maior tendência a depender mais de grupos primários

- O comportamento das pessoas é mais espontâneo e caracterizado pela ausência de repressão emocional. Existe, então, um menor controle da agressividade e uma maior dificuldade de atuar em papeis nos quais ele não possui certa identificação própria o que dificulta a relação de simpatia que parece mais natural no outro caso.

Assim, vê-se que o “working class boy” tem mais dificuldade de encontra as características do “middle class culture” de forma que ele tem menor probabilidade de identificação com elas. Em consequência ele incorpora essas regras em menor grau dificultando a sua atuação conforme as mesmas de formas fácil e natural.
Além do diferente modelo cultura, cada classe social impõe demandas e expectativas específicas. Do mesmo modo, os meios para concretização dessas exigências são particulares ao ambiente no qual a criança vive que pode ser em maior ou menor grau estruturado por adultos. Mais ainda, existe uma natureza singular tanto das reprovações a incentivos dados às crianças, como do fundamento da existência desses institutos.
Dento do “middle class” existe uma forma de socialização caracterizada pela racionalidade e consciência. As crianças sabem o que seus pais querem que elas sejam e no que, segundo as expectativas, elas devem se tornar. Existe um desejo dos pais para que seus filhos sejam capazes de alcançar status sociais elevados, ou seja, para que eles sejam capazes de adequarem-se às normas da “middle class” no maior grau possível.
Assim, existe um controle tanto sobre as pessoas com as quais as crianças se relacionam como sobre como a criança passa o seu tempo. Existe um grande comprometimento da vida infantil com o futuro de forma que as suas atividades do presente são regulamentadas a fim de que todo o tempo disponível seja utilizado a fim de gerar um possível lucro no futuro. Os pais delimitam para a criança o tempo e lugar de tudo e chegam até a definir a necessidade de um lazer construtivo, ou seja, aquele capaz de desenvolver alguma habilidade apreciada socialmente.
Observa-se, assim, uma maior motivação, nas crianças da “middle class” a cumprirem com as expectativas paternas, pois eles estão constantemente sendo direcionados a determinados objetivos. Mais ainda, esses pais utilizam-se do “frame of reference” para valorar as ações do filho de forma que essas precisam cada vez mais condizer com as normas de conduta da “middle class”. Em suma, observa-se uma relação singular de dependência da crianças em relação ao amor e aprovação dos país o que acarreta em uma ansiedade social ligada a necessidade de aprovação. Vale destacar, ainda que o amor paterno precisa ser conquistado através do alcance dos objetivos impostos pelos próprios pais.
No caso da “working class”, a socialização classifica-se por ser organizada de modo menos restrito do que na “middle class”. Assim, as atividades infantis costumam ser governadas pelas inclinações pessoais das próprias crianças, pela conveniência e capacidade monetária dos pais e também por impulsos imprevistos de vontade. Vale destacar que as essas atividades não são fundamentadas com base no possível lucro futuro que vão gerar através do desenvolvimento de certas habilidades.
Existe, assim, uma socialização menos exigente e mais flexível em relação à definição de horários. Esse fato não gera menos frustações às crianças da “working class” que apenas não precisa atingir certos objetivos, mas estão sujeitas a desafios próprios. A maior liberdade não limita o aprendizado das crianças, apenas cria um novo método de educação mais focado em problemas práticos. Vale destacar também que existe a cultura na “working class” de briga como meio legítimo de resolver disputas.
Além disso, a disciplina não é tão valorizada como na “middle class”. Mais do que isso, a relação de importância do amor fraternal não ocorre na “working class”, pois as punições que os pais costumam dar aos filhos relacionam-se mais com punições corporais as quais geram menos prejuízos duradouros. Nesse sentido, a criança torna-se mais dependente das relações sociais feitas com amigos e pessoas do grupo ao qual pertencem do que das relações domésticas, uma vez que o reconhecimento por parte dessas pessoas é mais importante.
Dessa forma, as crianças da “middle class” tem uma maior tendência em agir em conformidade com as normas desse grupo social, uma vez que são criadas sob esses parâmetros. Contudo é importante perceber que além das culturas, a personalidade de cada pessoa também deve ser considerada no entendimento do indivíduo em si. Todas as crianças nos Estados Unidos assimilam de alguma forma os valores do “middle class value system”, mas enquanto algumas internalizam esses preceitos na sua forma pura, outros o fazem de forma atenuada em combinação com os valores do “working class value system”. 
William F Whyte na teoria do “street corner society” demostra a existência de dois tipos de jovens, os chamados “corner boys” e os “college boys”. Ambos fazem parte da “working class”, mas os segundo caracterizam-se por assumir de forma mais acentuada os valores e comportamentos da “middle class”. Assim não se pode assumir que todo menino da classe trabalhadora se tornará um “working class boy”, pois é preciso conhecer mais sobre a variabilidade e também modalidades de tipos de personalidades nas diferentes classes.
Outra pesquisa importante nesse assunto foi a realizada por Miss Leanna K. Barker Resear que fez uma série de perguntas para um grupo de meninos tanto da “working class” and “middle class”. Observou-se que muitas vezes um menino de um grupo social deu respostas condizentes com o outro. Nesse sentido, conclui-se que as culturas enfatizam aspirações diferentes, mas não existe a realidade na qual todos os representantes de um grupo concordam com tudo que a coletividade defende.
Albert Cohen considera haver um problema que precisa ser resolvido que é entender o que existe na cultura americana. A resposta não é simples, mas é necessária para alcançar uma resposta satisfatória para descobrir como as combinações de personalidade e dos “problems of adjustment” são em parte resolvidas pela “delinquent subculture”. Além disso, é importante demonstrar como as personalidades de cada um interferem nas situações geradas pela subcultura.
Tem-se como exemplo o fato de que as crianças do “working class” compartilham o status social dos seus pais. Dessa forma, se a criança se importa com o que a “middle class” pensa por ter absorvido parte da cultura deles, ela já começa fora do status desejado, possuindo motivos para ter vergonha.

#### A delinquent solution - What the Delinquent subculture has to offer
A subcultura dos delinquentes (delinquent subculture) é um meio de lidar com os problemas de ajustamento, principalmente com o problema de que certas crianças tem seu lugar (seu status) negado na sociedade por eles não cumprirem os critérios que o sistema exige. Assim, a subcultura dos delinquentes lida com esses problemas providenciando critérios de status aos quais as crianças se adequam. 
Cohen sugere que as crianças excluídas (corner-boy children), assim como seus pais proletários, internalizam padrões da classe média a um nível suficiente para criar uma ambivalência fundamental em relação aos seus comportamentos. No entanto, também diz que o “corner-boy” e o “college-boy” não devem ser vistos como antíteses um do outro, até porque tem em comum o fato de que seus pais tentam doutrina-los. Por exemplo, os objetivos que o “college-boy” como a realização intelectual e profissional, e também suas características como a ambição e orgulho não são distantes da figura do “corner-boy”. O que os diferencia é, portanto, o fato de que, na prática, alguns valores que estão disponíveis para um não estão para outro, ou seja, um deles tem mais recursos e habilidades disponíveis do que o outro. Assim, é plausível que o garoto da classe proletária, cuja condição é baixa em relação à classe média, se importa com esta sua condição, e que esta condição o leva a um problema de ajuste. E a este problema de ajuste existe variáveis respostas, sendo que a participação na criação e na manutenção da subcultura dos delinquentes é uma delas.
Mas o que seria essa resposta delinquente? Para Cohen, a marca da “delinquent subculture” é o repúdio explícito e indiscriminado dos padrões da classe média e adoção de sua própria antítese. Todavia, a cultura do “corner-boy”  não é especificamente delinquente, uma vez que há somente uma interferência, mas uma definição de fato. Assim, o corner boy tenta se adaptar às circunstâncias da moralidade da classe média, enquanto os delinquentes não o fazem. É exatamente através deste ponto (nesta negação em se adaptar, se conformar aos padrões de moralidade da classe média) que a “delinquent subculture” se define. Em relação às normas desta subcultura, definida pela rejeição ao respeitável status do sistema, a não conformidade dos “delinquent boys” aos padrões da classe média os coloca, para eles, acima dos mais exemplares “college boys”. 
Cohen também sugere que a interação entre um grupo serve como um catalisador que libera potencialidade que não eram antes visíveis, de modo a tornar aquele que não era um delinquente, parte do grupo de “delinquent boys”. Isso porque a “delinquent subculture”oferece à criança um status frente a crianças de outros níveis sociais, mas principalmente status perante os olhos dos outros delinquentes. Aqueles que não compartilham de sua subcultura são vistos com maus olhos e, por vezes, até com hostilidade. Dessa maneira, ele se torna cada vez mais dependente da sua gangue. 
Em relação a diferenciação entre sexos, Cohen garante que mesmo quando o individuo adota um comportamento considerado vergonhoso para os padrões convencionais, a tendência é que eles ajam de modo vergonhoso, mas característico de cada gênero. Diante disso, pode-se dizer que o comportamento dos delinquentes pode ser comparado somente entre a mesma faixa etária e o mesmo gênero sexual. Cohen então descreve as diferenças entre os papeis dos homens e das mulheres que levam a “delinquent subculture” ser considerada apenas um problema do jovem do gênero masculino: a impulsividade, hedonismo de curto prazo, a violência. Isso porque a masculinidade do homem é medida através da sua performance, tanto se for roubando, lutando, trabalhado ou pelo seu sucesso intelectual, em relação a outros homens. Ainda que sua conduta delinquente seja reprovada pelos mais moralistas, ela confirma, indubitavelmente, a sua masculinidade. 
Todavia, isto não significa que não exista delinquência entre as mulheres, apenas que esta é motivada por problemas diferentes daqueles que motivam a delinquência entre homens. Para o autor, a delinquência masculina é mais versátil, enquanto a feminina é mais especializada, pois estão relacionadas, majoritariamente,  à delinquência sexual. Toda essa diferenciação serve para deixar claro que o tipo de “delinquent subculture” que Cohen descreve em sua obra não é apropriado para os problemas de ajuste e expectativa social que envolve a mulher e para dizer que a delinquência sexual é uma forma de resposta para o mais característico e central problema do papel feminino: o estabelecimento de relações satisfatórias com o gênero oposto. 
Em seguida, o autor se esforça defende que, principalmente entre os homens da classe proletária, há um núcleo comum de descontentamento, para o qual a “delinquent subculture” é uma solução apropriada. A partir deste núcleo comum, surge a gangue delinquente (“delinquent gang”). Entretanto, podem existir delinquentes que não fazem parte de nenhuma gangue (apesar de serem menos frequentes), o que certamente diminuirá a probabilidade de optar por soluções delitivas e de gerar consequências mais graves. 
É importante dizer que Cohen não descarta a existência de delinquência entre a classe média. Isso porque, o que determina para ele a delinquência ou não, não é apenas a renda que a família tem, mas também a cultura e crenças por trás dela. Além disso, não se pode descartar que pode haver problemas de ajuste também na classe média, para os quais as mesmas soluções subculturais são apropriadas. Portanto, acredita que a delinquência subcultural nas diferentes classes sociais podem ser parecidas, mas não idênticas. Neste sentido, estas seriam diferentes tanto em qualidade quanto em frequência. Encerra dizendo que esta teoria a respeito das classes médias é um tanto quanto especulativa, pois não possui conteúdos e pesquisas suficientes para definir substancialmente esta teoria. 
O autor sugere que as pesquisas referentes ao assunto sejam ampliadas a outros grupos delinquentes e a outros sistemas sociais, e também que o seu livro sirva para inspirar novas implicações nas políticas sociais, uma vez que tornou mais claro as origens sociais da delinquência juvenil. Contudo, reconhece a dificuldade de encontrar uma solução para esse problema na sociedade, já que deve haver uma escolha entre as alternativas disponíveis, considerando, ao mesmo tempo, questões técnicas e de valor social.

#### Conclusão
O autor vê os delinquentes como um grupo (gangue) de meninos fazendo coisas juntos, através de entendimentos, sentimentos e lealdades comuns. Ele assume que pesquisas futuras podem encontrar defeitos na sua teoria, mas acredita que sua obra tem um propósito: o de estimular o pensamento e a pesquisa e uma futura reconstrução de sua teoria, levando a um melhor entendimento da delinquência juvenil na sociedade americana.

### Deviance and Control
O livro trata sobre transgressão, algo que está presente em todos os lugares, basta que existam regras. Ex: sonegação de imposto. Essa transgressão pode ser interpretada como um comportamento contrário ao ordenamento.
Propõe dois questionamentos para entender isso: (1) Por que as pessoas insistem em se comportar de maneira contrária a lei? E (2) Por que, apesar da vantagem e utilidade que uma violação traria, as pessoas insistem em cumprir as regras?
Isso expressa que a teoria de transgressão também é uma teoria do conformismo porque uma das formas de classificar as ações humanas é considerar o conformismo ou o inconformismo. 
Sobre isso, a visão  de Hobbes  sobre o contrato social é um bom exemplo, pois para ele o homem natural faz de tudo para atingir o lucro, prestígio e segurança; os homens vivem numa luta de todos contra todos, mas, de certa forma, no estado natural não há conformismo ou transgressão, pois não há regras, e sim a solução de conferir o poder a um soberano que ordenará regras para serem cumpridas.
Mas também, podemos encarar o assunto na sua forma psicanalista, então se defende que homens carregam o "id" - feixe de energias agressivas e destrutivas - que demanda satisfação, não reflexão. Assim, essa é, na maioria das vezes, a fonte de um comportamento mau. Uma boa socialização é uma das formas de controle do "id". Esses controles se chamam "ego" que faz com que as pessoas pensem duas vezes antes de realizar um ato ou o "superego" que é a consciência moral. Conformismo, portanto, é a expressão e força do ego e superego.
Alexander e Staub, vão ao encontro do que foi mencionado acima ao dizer que " a única diferença entre o criminoso e o indivíduo normal é que o normal controla parcialmente seus impulsos criminosos e encontra expressões para estes, através de atividades socialmente inofensivas".
Ocorre que essas duas teorias não enxergam a transgressão como um problema, pois partem da ideia de respeito a natureza humana que tem uma tendência para a transgressão.
Já Durkheim menciona que praticar algo certo, ou melhor de acordo com a moral tem duas características: a) obrigação ou dever e b) é algo bom e desejável. Ou seja, não praticamos o ato simplesmente porque temos a obrigação, e sim, também, porque parece bom. A prática do bem pode ser um estímulo e até mesmo mais do que sucumbir a uma força superior.

#### Papel das regras
Hobbes identificou que para nos relacionarmos precisamos de regras que supostamente serão cumpridas, mas sempre deixando margem para o arbítrio e inclinação pessoal, de certa forma, limitada.
Contudo, as regras não resultam em ação de maneira automática, ou seja, elas precisam de esforço em comum, exigem requisitos e recursos. Isso, às vezes, não é tão vantajoso, fazendo com que os fins sejam alcançados de maneira mais rápida e fácil fora das regras. Portanto, toda regra cria uma potencialidade para a transgressão.
As regras são responsáveis por criar um ordenamento, ou seja, um comportamento estruturado. Contudo, a transgressão tem três formas de prejudicar essa organização:
- Pode ser análoga à perda ou imperfeição de uma parte decisiva de um mecanismo muito bem coordenado. Esses mecanismo é uma atividade organizada. Exemplo: empreiteiro não cumpre o contrato. Mas nem sempre isso irá gerar desorganização, já que todo sistema pode suportar uma certa quantidade de transgressão.

- Ao destruir a disposição das pessoas para desempenhar seus papéis, para contribuir para uma atividade existente, ou seja, quando afronta o sentimento de justiça das pessoas. Isso gera ressentimento e vontade prejudicar a decisão de agir de acordo com as regras.

- O mais destrutivo se dá através do impacto da transgressão sobre a lealdade, sobre a segurança de que os outros, de modo geral, obedecerão às regras. A desconfiança enfraquece a organização ao debilitar a motivação, mas pode ser tolerada até certo ponto. Com isso a pessoa tem vontade de parar de seguir as regras, sair do jogo. Exemplo: controle em apostas faz com que os corretores deixem alguns ramos. Ainda assim, a confiança também pode estar em atividades de transgressão.

Por esse ponto negativo e por outros que se identifica infinitas tentativas de se impedir a transgressão e a reduzir o seu custo. Todavia, nem sempre a transgressão destrói a organização, pois: a) O sistema pode tolerar; b) os membros conformistas tentam extinguir; e c) pode contribuir positivamente à vitalidade dos sistemas sociais.
Essas regras que definem a transgressão nascem da experiência em grupo e são categóricas, ou seja, há um comportamento adequado para cada categoria. Ocorre que muitas vezes o conformismo às regras prejudica os objetivos da organização, por exemplo a espera por determinado prazo pode fazer com que determinada obra atrase.
Ocorre que há situações em que pessoas, por suas qualidades pessoais específicas ou por oposição a estrutura social, possuem necessidades que as regras não reconhecem como legítimas. E  que se seguissem as regras, o descontentamento e a frustração seriam muito fortes, resultando no ataque as regras. Nesses casos, a transgressão serve como válvula de segurança.
No mais, as regras dão alívio à angústia e à incerteza da interação social, pois definem as obrigações e deveres. Essas regras precisam ser claras e compreendidas por todos. Contudo, um sentido certo e preciso é raramente óbvio. O autor diz que só é possível saber o limite de um sentido quando se ultrapassa as fronteiras da transgressão, permitindo a formação de um acordo em comum.

#### União do grupo e o transgressor
O inimigo em comum é capaz de unir os membros de um grupo. Isso quer dizer que quando um inimigo externo está ameaçando os interesses de um conjunto de membros, estes estruturam uma densa solidariedade, gerando integração.
Mas também, o o grupo pode se posicionar a favor do transgressor. Nesse caso, em vez de se reagir, de maneira hostil, contra um inimigo, é comum a proteção do transgressor, lutando pela sua permanência.

##### O efeito de contraste
Em um espaço em que todos são bons, ninguém tem direito especial de ser respeitado. Na verdade, pode ser importante a presença de alguém que se comporte mal, pois isso enaltece e realça a qualidade dos bons.
Soma-se a isso, a ideia de que a transgressão pode servir como sinal ou aviso, destacando defeitos da organização. Assim, os transgressores acabam por ajudar os conformistas indecisos que podem estar sob as mesmas pressões, mas não são capazes de violar as regras.
Então, se a desorganização social for entendida como ruptura dos laços sociais significa que a transgressão não é sinônimo de desorganização social. É fato que ela serve como ameaça para a organização, mas também pode, limitadamente, contribuir para a vitalidade e eficiência da vida social organizada.

#### Definição de Transgressão
Definir transgressão não é algo fácil, tanto é que muitas vezes as pessoas não chegam a um acordo a respeito disso. A definição simples que diz que transgressor é aquele que infringe as regras normativas não é suficiente. Na verdade, Transgressão e a existência de uma zona cinzenta entre a transgressão e o conformismo são fatos da vida social. Foco nesse tópico será perceber como as pessoas reagem ao mundo a sua volta.
Segundo estudos presentes no livro do autor, o comportamento transgressor só existe quando o ator está sujeito a uma jurisdição de regras que regula essa determinada ação que pode se dar em uma coletividade.
Coletividade é um sistema social com nome, identidade e as pessoas fazem parte(ganham identidade pública) - Brasil, China. Dentro dessas podem existir coletividades menores - seitas. Essa coletividade possui um corpo de regras que podem ser considerados até mesmo pelos transgressores. Inclusive os que visitam podem ser transgressores nos termos definidos pelas regras.
Membros da coletividade se diferenciam pela posição que assumem e para cada posição há um conjunto de regras ou requisitos. Regras essas que podem variar de acordo com o lugar/cultura.
Isso fica melhor explicado com o seguinte caso: uma pessoa doente passa a ter que tomar atitudes que fogem das regras que habitualmente deve seguir, mas ao mesmo tempo passa assumir obrigações e responsabilidades de uma pessoa doente. Entretanto, se há um novo conjunto de regras é sinal que aqui a transgressão também é possível, e, com isso, pode vir a perder o seu papel e as isenções com ele atribuídas, violando a confiança, pois faz com que outras pessoas assumam papéis que de nada valem.
Uma posição implica um conjunto de regras, porém se essas regras são contraditórias identifica-se a impossibilidade de cumprimento de todas elas não somente pelas regras, mas também de outras características do sistema, ou seja, o conformismo de uma regra pode acarretar a transgressão de outra - conflito de papéis. 
Ainda, é possível que se discorde da adequação de uma regra, ou seja, se é justa, boa, etc, mas sem  discordar quanto a sua validade (significa ter um direito, até mesmo para aplicar sanção se alguém descumprir). Mesmo que alguém não concorde, as autoridades podem impor, o sistema continua funcionando. Isso não quer dizer que a adequação é um ponto menos importante. Entretanto, mesmo com essa possibilidade, deve ser pequena a margem de desacordo sobre quais são as regras. Mesmo porque, se os requisitos de validade são destruídos, automaticamente perde-se a estrutura social organizada.
A distinção entre adequação e validade lembra a distinção que Merton fez sobre dois tipos de transgressão. Para ele, comportamento transviado se dá quando alguém viola as regras sem discutir sua validade e sem nem tentar modificá-las. Esse é o caso da maioria dos criminosos que pensam no interesse próprio. Já o inconformismo ocorre quando alguém deseja mudar normas, moralmente suspeitas, que nega na prática. Há um zelo reformador desinteressado. As vezes é válido, mas não se adéqua. Por fim, há o rebelde, aquele que nega até a autoridade que concede validade para todas as regras do ordenamento.
Vale ainda dizer que não existe consenso sobre as regras. Porém alguns definem regras institucionalizadas como sendo aquelas em que não se discute a validade nem a autoridade. Essa institucionalização de maneira perfeita é impossível, ainda mais em uma sociedade que muda constantemente. Mesmo assim, sempre há uma regra que se destaca no conjunto que formam o senso comum equilibrado ( maioria aceita e é reconhecida publicamente). Os que contrariam as normas mais aceitas são considerados estranhos e devem se manter na defensiva. Exemplo: homossexuais.
Aqui não se fala no transviado do Merton, pois ele discute validade da regra que transgride, e sim daqueles que se recusam a aceitar o julgamento crítico dos outro. Por exemplo, a pessoa que fuma maconha, a pessoa que pratica o aborto. Esses são transgressores, pois violam regras válidas.
E no caso em que não há uma regra dominante? Isso não quer dizer que aqui o conceito de transgressão se torna menos significativo e menos útil. Fica mais difícil saber o conceito de regra que estamos trabalhando. Resumidamente, pode se dizer que há transgressão: na origem das regras, nas transformações das regras, no comportamento proibido pelas regras.
Tais atos de transgressão são atos de indivíduos. Se assim for, as coletividades são fricções. Mas para facilitar, cotidianamente, considera-se que as coletividades são reais e praticam atos (alguns são de transgressão).
A visão das coletividades como atores só é possível quando as pessoas se organizam de acordo com padrões, critérios implícitos e intuitivos, critérios formais ou explícitos. Na verdade, cada ato na coletividade é resultado da interação entre os indivíduos.
Para tanto, a transgressão da coletividade deve ser entendida como transgressão individual. Até porque quando os atos de transgressão são atribuídos para a coletividade as consequências são bem diversas.
Além disso, uma coisa é praticar um ato transgressor (mentir) e outra é ser investido em um caráter transgressor (mentiroso). O segundo faz com que a pessoa tenha um "título" - mais do que um ato de transgressão, uma combinação de qualidades odiosas e sinistras, estimulando rejeição , ódio dos outros. Pode ganhar até essa acusação por uma transgressão falsa.
Quanto às ações transgressoras e caracteres transgressores sabe-se que são coisas ligadas, mas distintas. A pessoa que prática ato de transgressão é chamada de infrator. Infratores não são a minoria, podemos dizer que quase todos nós somos infratores, mas existem divergências nos nossos padrões de infrações. Esses padrões variam de acordo com a quantidade de infrações que praticamos.
A transição de um ato de transgressão para um caráter de transgressão pode ser algo demorado ou rápido. Para isso, há requisitos: a) Ato precisa se tornar visível para outrem ou; b) até mesmo para toda a sociedade, por mais que não seja de conhecimento de uma autoridade. Ocorre que só em alguns casos os infratores são visualizados. E essa visibilidade contribui para a clareza e certeza, e acaba diminuindo o número de não infratores.
Já as estatísticas criminais entendem que: (1) Infração se classifica como os crimes que a polícia conhece e (2) infratores são aqueles que estão presos.
Ainda assim, há muita variabilidade quanto ao ocultamento dessas transgressões porque a) Muitas infrações não tem vítimas; b) Se há vítima e ele conhece o infrator, pode haver um acordo entre elas; c) Vítima não quer conhecimento público. Ex: estupro; d) A natureza da infração pode não ser de grande interesse da comunidade e; e) Os infratores podem ser organizados e focados em subornar e manipular para que a informação não venha à tona.
Ainda sobre estatísticas, sabe-se pelo que foi dito anteriormente que as principais fontes de dados são oriundas de órgãos de repressão, e ainda, esses registros não são completos, são selecionados, enviesados. Por mais, que se possa consertar isso, a insegurança permanece.
E por mais que se tenha outros modos de se coletar dados, não é fácil. É necessário fazer o melhor e ter cuidado nas inferências. Essas estatísticas são úteis ao apresentar índices da população infratora e ao ajudar a ilustrar o processo social de transgressão.
Pode acontecer do infrator se transformar em caráter de transgressor. Sobre isso, há o seguinte caso: imagine que uma companhia se envolveu em escândalos de fraude - pode ser entendido que as ideias que o público tem da companhia não sofrem uma pertubação significativa e seus diretores continuam a ser cidadãos respeitáveis. Mesmo assim, se a pessoa se tornar um tipo suspeito há prejuízo nítido nas suas relações, mesmo que não tenha cometido nenhuma infração.
Alguns posicionam-se, dizendo que a sociologia da transgressão deve se voltar para os casos de infração identificada, principalmente porque isso penetra na vida de uma pessoa e o seu conhecimento por outros gera consequências diretas na carreira. Entretanto, ela pode não ser de conhecimento de outras pessoas, mas mesmo assim pode gerar danos ou mudanças.
Vale destacar que a tendência sempre é, cada vez mais, querer descobrir transgressões. Por isso, surgem tantos mecanismos de controle social.
Assim, se a transgressão depende tanto das regras, percebe-se que é possível criar ou extinguir essa transgressão através de mudanças nas regras. Ou focar nos códigos ou em categorias específicas de comportamento.
Nesse estudo, a sociologia das regras normativas se volta para dois campos: (1) Regras que definem atos de transgressão ou infração e; (2) Regras que definem papéis ou tipos de transgressores.
A Regra tem dois sentidos: (1) Critério de classe de ações e; (2)Sentido pragmático - ações e sentimentos provocados nas pessoas pela classe. Isso quer dizer que pode ocorrer uma variação normativa, dependendo da classe. Por exemplo, os jovens delinquentes devem ser julgados por tribunais que agem in loco parentes (no lugar do genitor) e devem visar os interesses da criança e da comunidade.
A criança deve ser encarada como delinquente, mas nunca como culpada ou criminosa. Contudo, por muito tempo não houve distinção entre delinquência e crime ( jovem era considerado imaturo para ser responsável pelo seu ato ou eram julgados como adultos - havia jovens criminosos, mas não crianças delinquentes). O delinquente, perante a lei, deve se apresentar a uma fiscalização e obedecer condições de suspensão de condicional de pena e, no perfil extralegal, o delinquente é aquele que não é admitido em determinados círculos sociais e é uma aversão para as pessoas de bem.
As mudanças das regras normativas podem ser melhor explicadas com cláusulas do direito penal. A sociologia jurídica enxerga isso de dois modos:
```
P. A. Sorokin
 desenvolveu uma teoria que não é só de código penal, mas também uma teoria da cultura como um todo. Primeiramente, diz que a sociedade se organiza em setores culturais ( sistema legal, filosofia, arte, etc.) e em cada cultura existe um conjunto de premissas fundamentais que tratam de vários setores da sociedade. E a partir dessas premissas as culturas podem ser classificadas em:
```

- ideacional - sobrenatural, fortemente religioso, desdenhoso da carne e a fé é mais importante que a razão.

- sensível - empirismo em destaque, valoriza o apetite humano e os interesses materiais

- Idealista - equilíbrio entre os dois.

A sociedade ocidental integra hoje a vertente sensível. Isso quer dizer que dentro dessa cultura quando há uma alteração nas premissas, o que se percebe é uma mudança parcial nos compartimentos (consequências lógicas das premissas). Mas tudo isso se justifica pelo modo como esse sistema se organiza, a começar pela autonomia dos compartimentos e a falta de alguns fatores em certos compartimentos. Isso é diferente do que ocorria no período medieval em que o que se tinha era um modelo mais ideacional e realista, as infrações contra a religião tinham alto índice de desvalor.
Essa teoria é única no gênero.
Howard Becker
Se utiliza da taxa sobre a maconha - medida puramente tributária em situações específicas de venda, compra ou posse -, de 1937 como amostra para justificar sua teoria que, segundo ele, é de aplicação geral.
No primeiro momento, alega que para que exista uma lei é necessário um interesse muito profundo, a ponto do "empresário moral" tomar a iniciativa e demandar a sua tramitação. 
Dentro dessa inciativa está que ele deve (1) convencer as outras pessoas de que essa lei versa sobre um valor - ideias gerais daquilo que é bom e desejável - reconhecido pela sociedade. Depois tem que (2) publicizar a necessidade da legislação proposta e (3) neutralizar aqueles que possuem interesses contrários à proposta.
Sobre o caso da maconha, Becker diz que não se  sabe explicar de onde veio o forte interesse do departamento federal de narcóticos, só mesmo com um estudo minucioso. Basicamente, destacavam a importância ao postular que a lei promoveria um bem estar geral e que a maconha desenvolvia um vício prejudicial. Quanto a publicidade obtiveram 5 dias de audiência com a comissão do congresso que era responsável pelo exame dessa lei. A neutralização se deu com leves suavizaríeis na legislação.
O primeiro se volta para o caráter geral do corpo de leis que domina em certa época e procura saber como isso se transforma ao longo do tempo. Já Becker se interessa em mostrar como leis específicas são forjadas, mas não deixam de representar valores respeitados pela sociedade. Entretanto, tudo isso varia de acordo com os poderes de convencimento e de influência política dos grupos de interesses.

#### Transgressão e outros papéis desvalorizados
Mesmo considerando que as transgressões são socialmente desvalorizadas - indesejáveis -, nem todos os papéis desvalorizados são transgressores. Exemplo: o doente, o escravo são socialmente diferentes do ladrão, canalha e adúltero. Os últimos optaram por transgredir uma regra normativa já que ninguém consciente escolher ser um doente, escravo, e por isso, são considerados infelizes e não condenáveis.
Também já vimos a possibilidade de alteração de categoria de transgressão (o que era vício passa a ser crime, por exemplo) ou também se migra de uma categoria transgressora para um somente desvalorizada. Por fim, podem sair da transgressora para um campo neutro ou positivamente valorizado. 
O mais importante é que essa mudanças não se deem de maneira arbitrária, e sim com influência da estrutura social e contexto cultural. Exemplo: comportamentos que antes eram classificados como de criminosos são, atualmente, doenças. Ex: a criança má não é considerada realmente má, mas sim detentora de uma pertubação emocional.
Além disso, há a tendência de se pensar que a doença é mais humanitária, contudo não se pode esquecer que um doente "mental" é um papel desvalorizado e não aceito facilmente.

#### Controle social
Nesse último ponto, o objetivo é responder duas perguntas: por que os homens não se comportam mal? e por que depois de desobedecer uma ou duas regras a pessoa para?
Para isso, deve-se entender o que justifica a transgressão. Ocorre que todas as teorias sobre isso implicam em controle social, ou seja, em prevenção e destruição da transgressão.
Apesar de ter sido dito anteriormente que doença é diferente de transgressão, há algumas semelhanças:
- Pode-se conhecer a causa, mas não se sabe como combatê-la.

- Tem vezes que há uma série de maneiras possíveis de intervenção que devem ser interligar.

Um dos maiores problemas é saber como e quando intervir é isto envolve "técnica" para o controle das variáveis e "valores". Mesmo assim, dificilmente são evidentes os resultados das tentativas de controle da transgressão. Um exemplo disso é a complexidade em se determinar os índices reais e das mudanças nos índices de crime e delinquência. Isso agrava porque mesmo que se consiga verificar o que ocorre com esses índices, existe o problema de verificar o quanto essas mudanças podem contribuir para uma técnica de controle.
O que pode tirar de relevante é que um determinado método de controle gera diferentes resultando, dependendo da categoria social, bem como a avaliação dessas técnicas de controle contribui fortemente para a ciência social. Dentre os métodos, a "pesquisa em ação" - mede resultados - tem sido a mais utilizada.
As chamadas suposições culturais não só definem o comportamento desviante, mas também mostram como se reage a se comportamento. Não só isso, mas também as práticas sociais são marcantes para a redução de desvio. Ex: a forma de distribuição de emprego ou objeto dos meios de comunicação em massa tem influência direta nos índices de transgressão, porém isso pode ser alterado a partir do momento que se toma conhecimento dos causadores, e assim, passam a ser organizados, evitando desvios.
Qualquer aspecto social pode não estar regulamentado é, por isso, se tornar uma causa de transgressão. Sendo assim, é nítida a necessidade de uma estrutura de controle social em que se estabelece direitos e deveres. Isso tende a ser mais aplicado em sociedades complexas, uma vez que nas mais simples nem sempre é seguido. Para facilitar a compreensão alguns agentes e agências de controle são guardas, tribunais, polícia, reformatórios, etc, que organizados em redes se tornam mais eficientes. 
Então, quando se estuda controle social é imprescindível o exame dessa rede de agentes e como a cultura e a organização modelam a estrutura de controle. Importa dizer que toda transgressão está sujeita a regulamentação normativa, mas ao mesmo tempo a presença de regras abre espaço para o desvio, logo a própria estrutura de controle é influência para a transgressão que pode se dar de diferentes formais, quais sejam: negligência, favoritismo, corrupção, etc.

#### Níveis e Tipos de Teoria
Neste capítulo Albert K. Cohen esquematiza e caracteriza as diferenças de ênfase entre as teorias que analisam o mau comportamento. Essas teorias dividem-se naquelas que  tratam do nível psicológico de explicação do comportamento transgressor, que focalizam-se nas variáveis e características do ator (teorias da motivação); e naquelas que dão ênfase a situação em o ator está. Essas variáveis isoladas não podem determinar os resultados, mas o processo pelas quais elas interagem determinam o resultado (associação do ator e da situação), sendo mecanismos de motivação.  
As teorias a respeito do comportamento transgressor, que dão ênfase no ator, defendem que a situação apenas é uma circunstância desencadeadora de uma tendência já inteiramente formada. São teorias “tipos-de-pessoas” que criam uma tipologia de personalidades, tendo cada uma delas propensão para uma determinada espécie de comportamento (forma de transgressão). São divididas em teoria de desenvolvimento da personalidade ou de aprendizagem. Já as teorias que enfatizam a situação defendem que qualquer um, em determinadas circunstâncias, poderia fazer o mesmo ato transgressor. Assim, o caráter transgressor seria algo a ser adquirido.
As teorias combinadas, por sua vez, acentuam a combinação das variáveis do ator e da situação para determinação do ato transgressor, em um único episódio. Nessas teorias, a transgressão se desenvolve com o tempo, em fases, na qual o indivíduo, em busca de um interesse, levando em conta a situação, move-se em uma direção transgressora, que pode sofrer modificações (reação as mudanças na cena do momento). Esse modelo teórico usa como estratégia de pesquisa a representação por “árvore”, na qual a predição contingente ao estado de coisas decorre de cada movimento. 
Posteriormente, Cohen trata do nível sociológico de explicação dos atos transgressores, situando-os em algum ponto do sistema social ou da estrutura social. A teoria de Durkheim sobre o suicídio é um bom exemplo de teoria sociológica, na qual os atos suicidas variam de um período para o outro e são distribuídos de maneira diversa em determinada estrutura social, de acordo com os elementos de motivação.
Definindo a pesquisa psicológica como identificação das variáveis e processos que motivam a transgressão ou o conformismo e a pesquisa sociológica como identificação das variáveis e processos no sistema mais amplo, Albert Cohen defende que essas explicações não são rivais, na medida em que respondem perguntas diferentes sobre o mesmo tipo de comportamento. Explica-se que as teorias psicológicas apresentam consequências para o nível sociológico e que toda teoria sociológica faz suposições (implícitas ou explícitas) sobre o nível psicológico.  

#### Teorias de Controle da Motivação da Transgressão
Neste capítulo Albert Cohen discorre sobre os diversos tipos de teorias da transgressão, que atribuem ao controle da motivação da transgressão o papel central na determinação do comportamento. Nessa dinâmica contrapõe-se o impulso hostil (antissocial) ao controle, algo interior do ator ou da situação, que nega (proíbe) a expressão desse impulso. Dependendo da força relativa desses dois contendores o resultado pode ser a transgressão ou a inibição dela. A análise desse tema divide-se nas teorias unilaterais do controle, que explicam a transgressão em função da variação do impulso e as teorias bilaterais, que acentuam, nos dois lados, o papel da variabilidade.
As primeiras teorias apresentadas são as bioantropológicas, nas quais as variáveis da situação possuem papel secundário.
Nessa “Antropologia Criminal” existem tipos de pessoas predispostas à transgressão, com características anatômicas mensuráveis (herança hereditária), com impulsos de transgressão excepcionalmente poderosos frente os seus controles internos deficientes. 
Primeiramente Cohen trata da “Escola Positivista de Criminologia”, fundada por Cesare Lombroso, como reação à escola clássica (que defendia a ideia de homens racionais dotados de livre arbítrio). A escola positivista contrapunha um rigoroso determinismo à liberdade da vontade, identificando o criminoso nato a partir de manifestações físicas do seu atavismo e por instintos ferozes da humanidade primitiva. Seguindo essa mesma linha, fala-se da antropologia criminal de Hooton, que comparando prisioneiros e civis, buscou provar que os criminosos constituiriam um grupo biologicamente inferior, destinado à criminalidade por uma hereditariedade deficiente, expressa pela inferioridade dos seus corpos. 
Uma outra teoria biológica da transgressão é a de Wiliam H. Sheldon, que classifica os homens de acordo com modelos ou configurações gerais da sua estrutura física, em modelos típicos de funcionamento fisiológico, químico, de personalidade e de temperamento. Essa tipologia dos tipos físicos divide-se em endomórfico, ectomórfico e mesomórfico, sendo que neste último a pessoa tende a ser mais predatória, com fortes impulsos e baixa consideração pelos outros (deficiência em suas inibições). No entanto, a constituição mesomórfica proporciona apenas um potencial de delinquência que, em ambiente adequado, tende a ser ativado. Assim, pode haver uma delinquência reativa ou compensatória, dos não mesomórficos, decorrente do sentindo que alguma parte do corpo daquele delinquente tem para as outras pessoas. 
Ao apresentar um levantamento da literatura criminológica, que liga as características biológicas, hereditárias, visíveis e invisíveis à transgressão, Albert Cohen conclui que não se pode tirar conclusões, pois muitas dessas pesquisas foram metodologicamente inúteis. O autor defende que os estudos acerca da ligação entre a constituição biológica e o comportamento transgressor não devem ser desencorajados, pois a constituição humana de fato influencia o temperamento geral das pessoas. No entanto, Cohen ressalta que o comportamento transgressor engloba uma variedade enorme de comportamentos, fazendo com que a biologia interfira na transgressão tanto quanto interfere no comportamento conformista.  
Em seguida, o capítulo trata das teorias psicodinâmicas de controle (tradição psicanalítica), que admitem que as fontes de variação no impulso e no controle estão na biografia do indivíduo ou na situação contemporânea. As teorias psicanalíticas do instinto distinguem os tipos de pessoas que praticam ou não crimes a partir da natureza e da força de seus controles interiorizados. Os criminosos seriam aqueles que em decorrência da sua biografia, possuem um defeito em sua estrutura de controle. 
Já a tipologia do psiquiatra Richard  J. Jenkins procurava explicar os três padrões de desajustamento mais comumente encontrados em crianças, a partir da concepção de personalidade como núcleo central de impulsos primitivos (id freudiano), que seria coberta por uma carapaça de inibição (superego de Freud). O primeiro dos padrões é o do indivíduo excessivamente inibido, com conflitos internos e sintomas neuróticos; o segundo é o do agressivo não socializado, com uma carapaça inadequada de inibição; e o terceiro é o do delinquente socializado, com déficit de inibições frente aos membros de outros grupos que não o seu. 
As estruturas imperfeitas de controle nessas teorias são a deficiência do superego ou da deficiência do ego. A primeira delas focaliza-se nas necessidades de a criança contar com o amor e o apoio de seu progenitor, para que possa desenvolver normalmente o seu superego. As diferentes anomalias no superego (não desenvolvimento, desenvolvimento fraco, superego excessivamente desenvolvido, superego com algumas lacunas, superego já delinquente) determinam tipos de comportamentos transgressores diversos. Já as deficiências do ego, que é o gerente, organizador, superintendente e administrador da personalidade como um todo, impossibilitam a dominação dos impulsos. 
A última teoria abordada por Albert Cohen, no contexto das teorias psicodinâmicas de controle, é a de Frustração- Agressão (decorrente do trabalho de Freud), na qual a frustração geralmente provoca a agressão e esta geralmente provém daquela. A frustração pode se originar tanto da personalidade, quanto do ambiente e a sua força varia de acordo com a força dos impulsos que são contrariados. A variação da frustração refleti na intensidade do impulso para agressão, que se expressa de formas distintas, de acordo com os controles que atuam na ocasião. A partir dessa teoria, os autores derivam um conjunto de predições sobre a influência do ciclo econômico sobre o suicídio e o homicídio, verificando tais predições com dados reais. 
O psicólogo norte americano (Cohen) ressalta que toda teoria do comportamento humano precisa dar lugar a ideia de controles, uma vez que os seres humanos balizam as suas ações por considerações morais ou pelo desejo de fugir de consequências indesejáveis. Neste contexto, existem as chamadas teorias de “desorganização social”, que acentuam os mecanismos que influem na força dos “controles externos” da motivação da transgressão. Há também as teorias que focalizam os aspectos da organização social, que influem no êxito com que “controles internos” se transmitem de uma geração para outra. 
Ao fim do quinto capítulo, são mostradas as setes principais limitações as teorias do controle. A primeira delas é que essas teorias possuem uma visão excessivamente sombria do conformismo, levando a crer que a pessoa pratica um ato transgressor porque deseja praticá-lo e que só se conforma porque precisa se conformar (afim de evitar dificuldades). No entanto, Albert K. Cohen prega que na maior parte das vezes o certo é o que aprendemos a querer fazer, uma fonte de satisfação por si mesma. A segunda limitação é as teorias de controle possuírem uma visão excessivamente sombria da transgressão, sem considerar que o motivo do ato de transgressão pode ser socialmente muito aceitável, como no conflito de papéis em uma única pessoa. Seguindo essa linha, Merton defende que os interesses específicos que se procurar garantir pelo comportamento de transgressão podem ser aqueles, que em outro contexto, motivam o comportamento conformista.
A terceira crítica feita é de que as teorias tendem a supor que os motivos subjacentes ao ato transgressor são em si mesmo maus, o que nem sempre é verdade. A quarta limitação apresentada é de que assim como toda teoria científica, as teorias do controle são tautológicas, não se utilizando de provas independentes daquilo que deve ser explicado. A quinta ressalva feita é relativa a adoção da personalidade como um recipiente subdividido em compartimentos ligados por condutos, contendo energias fluidas, que exercem pressão sobre suas paredes. Essa conceituação de personalidade desvia a atenção de outros sentidos possíveis que um ato pode ter, como fenômenos superficiais mais facilmente observáveis. 
A sexta limitação refere-se as dificuldades apresentadas pela teoria da frustração-agressão, uma vez que ela amplia excessivamente o sentido de agressão e limita demasiadamente as experiências frustradoras. A sétima crítica fala da necessidade das teorias de “tipos de pessoas” ultrapassarem os limites das teorias da personalidade e do controle, na medida em que quase todas as pessoas que praticam atos de transgressão não são contínua e constantemente transgressoras.  Corroborando essa ideia, Cohen conclui o capítulo dizendo que afim de praticar atos transgressores, a pessoa precisa, frequentemente, ter as oportunidades existentes para os que ocupam determinada posição social (reputação). 

#### Comportamento de Transgressão como Mecanismo de Defesa
No sexto capítulo, Albert Cohen passa a explorar as teorias que adotam o ato de transgressão como um mecanismo de defesa contra a angústia provocada por um impulso, negado pelo agente, que não quer enfrentar de novo aquele desejo inaceitável. Esses mecanismos de defesa podem ser o da deslocação ou substituição, na qual se substitui o alvo para neutralizar a angústia ou a culpa; ou a formação de reação, no qual nega-se um elemento inaceitável da personalidade através de comportamento que parece demonstrar o contrário. 
Os mecanismos psicodinâmicos e o comportamento conformista explicam as reações ao comportamento de transgressão, principalmente a necessidade de castigar (deslocamento de nossa agressividade para o criminoso, sob o pretexto de justiça e repressão). Já as explicações sociológicas dos mecanismos psicodinâmicos focalizam-se na maneira pela qual a cultura e a organização do sistema social auxiliam a determinar os processos de motivação. Cohen passa então a analisar a sua própria teoria, que afirma que os sentimentos dos jovens sobre eles mesmos dependem, em grande parte, da maneira pala qual são julgados pelos outros. 
O livro “Delinquent Boys” demonstra como os jovens de classes sociais menos favorecidas são julgadas pelos padrões e medidas das classes de maior poder aquisitivo, criando grande injustiça, na medida em que eles não estão igualmente bem equipados para o êxito nesta luta por uma posição social. Afim de tentar fugir desse jogo em que os mais ricos são sempre os vencedores e eles, os menos favorecidos, são sempre vencidos (insignificantes), estes meninos passam a repudiar o jogo, recusando-se a reconhecer as suas regras e estabelecendo novos jogos (com novas regras). Visando evitar que eles sejam reprimidos pelos valores por eles mesmo interiorizados, escorando a sua decisão de inserir-se em um contexto a parte, esses “meninos delinquentes” apelam para a formação de reação, rejeitando vingativamente o sistema dominante de valores. 
Outros exemplos apresentados são os dos psicólogos Chein e Rosenfeld, que realizaram extensa pesquisa a respeito do uso de narcóticos, centralizando-se na personalidade e distribuição social (idade, classe, etnia e localidade) dos consumidores; e o de William e Joan McCord, que concluíram que o alcoolismo seria resultado de um determinado tipo de história da infância (cria uma personalidade), que diante de alguns tipos de situações adultas tende a recorrer ao alcoolismo.  
Por fim, Albert K. Cohen faz uma apreciação das teorias psicodinâmicas, na qual busca solucionar algum dos seus principais problemas. O primeiro problema identificado é o de atribuição, que gera grande dificuldades metodológicas de pesquisa, uma vez que são praticamente ilimitadas as coisas possíveis que um ato pode significar em um “nível mais profundo” da personalidade. Outro problema é quando essas teorias psicodinâmicas pensam no inconsciente como uma região mística, que existe apenas na mente de psicólogos mal orientados. Assim, Cohen defende que não há nada de extraordinário em ter uma tendência e não estar consciente dela. O grande problema seria dizer que existe uma tendência “no inconsciente”.
Albert Cohen conclui o capítulo dizendo que por mais criteriosos que sejam, os pesquisadores serão sempre tendenciosos. Assim, torna-se necessário estabelecer regras e procedimentos objetivos e padronizados na análise das provas, para que diferentes pesquisadores (com diferentes teorias) possam chegar a mesma conclusão. Em uma última defesa da teoria por ele adotada, o pesquisador norte americano ressalta que esta é uma necessidade da ciência como um todo e que todos os problemas identificados nas teorias psicodinâmicas existem em grande parte das outras teorias da transgressão. 

#### Introdução à Teoria da Anomia
Cohen expõe sobre a teoria da anomia de Durkheim, que mais tarde será utilizada para comparar com outras teorias ou como base para explicação de outras teorias. 
A teoria da anomia de Durkheim surge com a tentativa de explicar as formas e as consequências “patológicas” da divisão do trabalho, principalmente porque a tendência de uma divisão cada vez maior do trabalho é acompanhada por coordenação imperfeita das partes, redução da solidariedade social e conflito entre as classes sociais. O indivíduo desempenha funções especializadas e deixa de ter relações estreita e contínua o que impede o desenvolvimento de um sistema de regras e entendimentos comuns. Na falta de tais regras cria-se um ambiente de imprevisibilidade e incertezas, as pessoas são dominadas por objetivos contraditórios de que resultam em confusão, realização ineficiente de funções sociais essenciais e tendências à desintegração social. Portanto, anomia seria essa ausência de normas, esse desregulamento. Decompõe-se o corpo de regras comuns que é o principal mecanismo de regulamentação das relações dentro de um sistema social.
Durkheim verificou que os suicídios não ocorriam apenas nos momentos de crises, mas também nos momentos de desenvolvimento e avanço acelerado, isso porque as necessidades humanas têm expansão infinita, não tem nenhum limite que o homem possa desejar que lhe proporcione um sentido de satisfação e realização (as pessoas querem sempre mais). No entanto, as regras impõem limites aos homens, regras definem aquilo a que, legitimamente, um homem tem direito. Incorporadas à consciência do indivíduo essas regras possibilitam a criação de um sentido de satisfação e realização. O que ocorre é que o repentino crescimento de poder e riqueza são, para muitos, uma perturbação das definições habituais da justa distribuição de recompensas entre os membros da sociedade.
Quarenta e um anos depois Merton publicou o artigo “Social Structure and Anomie” que tem por base a teoria da anomia exposta por Durkheim. O objetivo do artigo constitui em mostrar como a estrutura social exerce certa pressão sobre as pessoas da sociedade que acabam por engatar no inconformismo, ou seja, transgredir. Para Merton há uma notável tendência sociológica em atribuir o mau funcionamento da estrutura social aos impulsos dos homens não contidos pelo controle social. Então, nessa visão, a ordem social seria apenas um meio de gerir os impulsos e processar as tensões sociais. Tal entendimento não fornece uma base para a determinação das condições não biológicas que induzem o comportamento desviante a partir da prescrição de padrões de conduta.
Merton explicita uma distinção tríplice que estava implícita na análise do suicídio por Durkheim. Primeiramente, existem objetivos culturais (aspecto da estrutura cultural), em segundo lugar existem as normas que estabelecem os meios que os homens podem legitimamente empregar a fim de atingir esses objetivos (aspecto da estrutura cultural) e em terceiro, existe a verdadeira distribuição de oportunidades e habilidades a fim de atingir, de maneira compatível com as normas, os objetivos culturais. São os chamados meios institucionalizados (aspecto da estrutura social). Então, para Merton o sentido real de frustração, desespero, injustiça e tensão depende da relação entre essas estruturas.
Pode surgir uma separação entre objetivos e meios institucionalizados, seja por causa de uma ampliação de objetivos, seja por causa de uma redução da definição de maneiras legítimas de atingi-los. Por exemplo: se mudar a distribuição real de facilidades e oportunidades, tal como ocorre nos períodos de depressão, a conduta de acordo com as normas, que antes era compatível com a realização de objetivo já não proporcionará as recompensas esperadas.
A estrutura cultural pode determinar objetivos semelhantes para todos os membros do sistema, ou objetivos diferentes para pessoas em classes sociais diferentes. Pode determinar regras para atingir os objetivos que sejam uniformes a todos os membros da sociedade ou pode proibir aos membros de uma posição o que permite a outra. Nenhuma sociedade obedece perfeitamente a esses extremos, mas umas de aproximam mais de um do que de outros. Por exemplo, fraude, corrupção, crime e outros comportamentos desviantes tornam-se comuns quando há uma ênfase no sucesso dos objetivos culturais em detrimento da coordenação institucional.
Segundo Merton, na nossa sociedade, se aproxima de um modelo que estabelece para os homens de todas as classes e condições, aspirações de êxito, através de triunfo monetário ou material, onde as regras de jogo não apresentam grande diferença para as diferentes posições sociais. A separação entre objetivos e meios e a consequente tensão provocam a redução da dedicação dos homens aos objetivos culturalmente determinados ou aos meios institucionalizados, ou seja, provoca um estado de anomia. As pessoas podem aceitar ou rejeitar os meios institucionalizados para que possam adaptar-se a essa separação.
A partir disso Merton estabelece cinco tipos de padrão de relação entre objetivos culturais e modos institucionais:
| Modalidade de Adaptação | Objetivos Culturais | Meios Institucionalizados |
| ----------------------- | ------------------- | ------------------------- |
| Conformismo             | +                   | +                         |
| Inovação                | +                   | -                         |
| Ritualismo              | -                   | +                         |
| Afastamento             | -                   | -                         |
| Rebelião                | +/-                 | +/-                       |

O primeiro caso é do conformismo e em toda a sociedade é o modo mais comum e difundido. Caso contrário seria difícil manter a estabilidade e continuidade da sociedade. A malha de expectativas da sociedade é constituída pelo comportamento comum/esperado dos indivíduos que dela fazem parte. Os outros são tipos de comportamento de transgressão. Os ladrões, criminosos e estudantes que colam no exame, por exemplo, aceitam os objetivos, mas rejeitam os meios determinados normativamente, são os chamados inovadores.  Os inovadores seriam os criminosos mais perigosos, uma vez que utilizam-se de meios alternativos para alcançar os fins, porém, nem todo comportamento inovador é criminoso. Muitas vezes, as pessoas assume papéis em um momento da vida que aliviam essa pressão anômica dando sensação de satisfação ao indivíduo, como por exemplo, uma caixa de supermercado que durante o carnaval é rainha de bateria de uma escola de samba (posição de destaque).Os ritualistas obedecem severamente as regras, mas não levam em conta sua finalidade, ou seja, apresentam um inconformismo aos objetivos culturalmente determinados. Os que se afastam abandonam os objetivos e os meios, são os bêbados, viciados, entre outros. Os rebeldes, por exemplo, membros de movimentos revolucionários, consideram o sistema injusto e procuram reconstruir de novo a sociedade, com novo conjunto de objetivos e fórmulas. Derrotismo, quietismo e resignação são manifestações de mecanismos de escape que levam o individuo a escapar dos requisitos sociais. Surge pela constante dificuldade em atingir as metas a partir de meios legítimos e a incapacidade de adotar a via ilegítima por causa de proibições institucionalizadas e internalizadas. O conflito é resolvido eliminando os dois elementos principais, os objetivos e os meios institucionalizados. Então, a característica de transgressão não se concentra no indivíduo, mas na posição que ele ocupa dentro do sistema, resultado das tensões entre as estruturas sociais e culturais.
Embora todas as classes procurem corresponder aos objetivos a fim de alcançar o êxito, dependem muito de facilidades ligadas à classe social em que se encontram, à riqueza, às oportunidades, entre outros, restringindo classes inferiores que não tem as mesmas condições, resultando em transgressão. 
Resumindo, para Merton as pessoas concebem um ideal de vida que não pode ser alcançado e para encontrarem um lugar social realizam atos de transgressão/ modalidades de adaptação para aliviar a pressão anômica. A pressão anômica é maior quanto maior for o ideal e maior a possibilidade de acesso a esse patamar.
Para Cohen ainda é uma teoria muito incompleta, visto que Merton trata dos determinantes de tensão e das reações possíveis a ela e também observa sobre os determinantes da escolha desta ou daquela forma de adaptação, mas ainda de forma limitada. Cohen, em sua teoria, busca ir além do que foi exposto por Merton, inclusive contrariando-o em alguns pontos.

#### Apoio do Grupo: O que é que os outros estão fazendo?
A partir da análise dessas duas teorias, Cohen dá início à exposição de algumas análises de comportamento e de relacionamento entre os indivíduos, tecendo a sua visão em relação ao que levaria à transgressão e aos atos delinquentes.
O conhecimento, as crenças e os valores das pessoas dependem do conhecimento, das crenças e dos valores de outras pessoas. Ou seja, significa dizer que se desejamos saber o que se passa na mente de uma pessoa, nosso ponto de partida deve ser o que se passa na mente das pessoas que a cercam. Isto é a essência do que se entende por cultura. Para ter relação com outro você precisa assumir o papel do outro. Porém, a cultura não é homogênea dentro de um sistema social, em uma sociedade existem muitas variantes da cultura comum. Essas são as chamadas subculturas, e as ideias de qualquer indivíduo específico derivam das subculturas a que está mais exposto e com que mais se identifica.
Toda pessoa tem um grupo de referencia para que possa sustentar aquilo em que crê (teoria dos grupos de referência). O comportamento de transgressão pensado como aquele que é orientado pelas crenças e valores em desacordo com os dos grupos dominantes na sociedade seria um caso especial da transmissão da cultura ou a influência de grupos de referência. 
Todo homem tem necessidade de manter relação com outros, mas nem todos têm as mesmas necessidades relacionais, e certamente não o têm no mesmo grau. Sendo criado em um ambiente social todos os homens se tornam sensíveis a alguns tipos de atitudes dos outros. Estabelecida essa sensibilidade, a concessão ou a recusa de alguns tipos de relações sociais tornam-se a recompensa ou o castigo mais poderoso que se pode dar. As recompensas de relações são obtidas através do comportamento valorizado por outras pessoas, da satisfação de suas necessidades de do conformismo a suas expectativas. A procura de relações sociais satisfatórias pode ser encarada como um processo em que se troca o conformismo por recompensas de relações. Este processo é o mesmo tanto no grupo convencional quanto no transgressor, embora diferente o conteúdo da troca.
Então aqui se tem dois tipos de dependência, a primeira refere-se ao fato de dependermos do acordo com outros para obter certeza moral e cognitiva e a segunda refere-se ao fato de dependermos do conformismo às expectativas dos outros para obter segurança emocional ou de relações.
Quase todo comportamento humano, onde se inclui o de transgressão, requer organização, e é realizado em companhia, ou é um elo numa corrente de ação que outros precisam complementar, dependendo, portanto, de entendimento e confiança mútua. Se os participantes de um sistema organizado de ação precisam do auxílio dos outros para a realização de seus fins, cada um tem certo poder sobre os outros, embora alguns sejam mais poderosos que os outros. Esse poder é evidente tanto na ação quanto na inércia, vez que ao deixar de fazer o que se pode, é possível impedir que a ação do outro tenha resultado. Portanto, o exercício do poder, seja pela ação, seja pela inércia, é um instrumento para impor a cooperação, seja no interesse do controle, seja no da transgressão, essa é a chamada dependência material (a atitude de um indivíduo depende da ação ou da inércia de outro indivíduo).
O apoio do grupo é uma forma de reduzir ou anular os controles vindos de fora ou de um nível superior do sistema, mas não é o único. Mesmo nos casos em que os agentes de controle externo não estão contaminados por esse tipo de conluio, é difícil que seus esforços de controle tenham muito êxito se não conseguirem obter a cooperação do grupo que devem controlar. Para conseguirem eficiência na descoberta da transgressão e na detenção e castigo dos transgressores, todas elas precisam de acusadores, informantes, testemunhas, e, às vezes, de assistência física e material. O grupo pode ajudar a controlar e a punir a transgressão, em vez de proteger o transgressor, quando o controle e o castigo, e não a proteção, servem ao interesse coletivo do grupo como um todo. Três condições são muito importantes: a visibilidade do comportamento de transgressão, a identificação pública do ofensor com o grupo, e a severidade das sanções que o grupo, considerado como distinto do transgressor, tende a experimentar. Finalmente, as consequências para o grupo, da má conduta do indivíduo, dependem do dano que o público ou as autoridades a quem é relatado podem causar ao grupo como um todo.

#### Cultura, Papel e Processo de Interação
A partir disso, Cohen expõe teorias que discorrem sobre a transmissão cultural pontuando primeiramente que, embora as teorias de transmissão cultural não neguem o ato de transgressão como produto da personalidade total ou da estrutura de caráter, em grande parte, consideram-na pouco significativa para o comportamento de transgressão. Tendem a considerar a motivação de um tipo específico do comportamento de transgressão como produto de conhecimento e das atitudes, evidente e imediatamente significativas para esse tipo de comportamento. Ou seja, o comportamento de transgressão é determinado por um subsistema de conhecimento, crenças e atitudes que possibilitam, permitem ou determinam formas específicas de comportamento transgressor em situações específicas. 
As apresentações mais sistemáticas e influentes das teorias de transmissão cultural foram formuladas por estudiosos do crime e da delinquência ligados a Universidade de Chicago da Sociologia Americana. Clifford Shaw e Henry McKay tentaram explicar a distribuição da delinquência nas cidades americanas e observaram que quase todos os atos delinquentes ocorriam em pequenos grupos, geralmente de duas ou três pessoas. Concluíram que, nas áreas de índices elevados, o crime e a delinquência tinham se tornado aspectos mais ou menos tradicionais da vida social e que estas tradições de delinquência se transmitem através de contatos pessoais e coletivos. 
Embora a delinquência satisfaça os desejos de excitação, companheirismo, segurança e outros semelhantes, isso não distingue a atividade delinquente da não delinquente. Nas áreas de altos índices de delinquência e nas áreas de baixos índices apesar dos padrões e dos valores serem muito divergentes, ou até opostos, são talvez idênticos os motivos e os desejos humanos fundamentais para a participação do menino nas atividades de seus grupos. O que as distingue são os padrões delinquentes e não delinquentes, através dos quais esses desejos são satisfeitos. Os autores mantém o núcleo de sua teoria no processo de transmissão cultural.
Cohen trabalhou com Sutherland na Indiana University durante bastante tempo e muita coisa em sua teoria foi influenciada pelas teorias apresentadas por este sociólogo, inclusive a introdução da criminologia em seus estudos. Sutherland expôs sobre o conceito do “crime do colarinho branco”, mas nessa obra Cohen explica a teoria da associação diferencial. 
A obra de Sutherland é uma tentativa mais sistemática e ambiciosa de formulação, através da transmissão cultural, de uma teoria geral do comportamento delinquente.  Afirma que o comportamento delinquente é aprendido em um processo de comunicação com outras pessoas, principalmente pequenos grupos íntimos. Esta aprendizagem inclui as técnicas para penetrar no crime e a direção específica de motivos e impulsos, racionalizações e atitudes. As pessoas com que nos associamos definem favorável ou desfavoravelmente as regras legais e nós incorporamos essas definições, então, uma pessoa se torna delinquente porque recebe mais definições favoráveis à violação da lei do que definições desfavoráveis. Quando o sujeito é favorável à violação de determinada lei, não quer dizer que ele seja  favorável a qualquer outra. Ele pode ser desfavorável à violação de uma lei tanto quanto ele é favorável a violação de outra.
Sutherland nega que o comportamento delinquente possa ser explicado por necessidade e valores gerais, não porque não ajudem à determinação do comportamento criminal, mas porque tanto o criminoso quanto o não-criminoso são expressões das mesmas necessidades e valores gerais. Ex: ladrão rouba pelo dinheiro assim como operário trabalha pelo dinheiro.
Cohen também expõe a teoria do eu-papel e a associa ao comportamento de transgressão a partir da ideia de que as categorias de pessoas socialmente reconhecidas (os tipos de pessoas que elas podem ser em uma determinada sociedade) são os papéis sociais. Assim como os papéis o eu também é um objeto sócia, é o ator visto, rotulado, classificado e julgado pelo próprio ator. Os tipos possíveis de eu existentes dependem da cultura.
Queiramos ou não, esses papéis nos são parcialmente atribuídos, outros são opcionais e dependem de realização. O eu se constrói no processo de interação com os outros, ao lidar com os outros descobrimos o que somos, isto é, as categorias que nos são atribuídas e até certo ponto, determinamos o que seremos. Podemos pretender ser determinado tipo de pessoa, mas essa pretensão precisa fazer sentido culturalmente e precisa ser aceita. Tudo o que fazemos reflete em nosso eu, portanto, nem todos os papéis com que somos identificados foram efetivamente pretendidos.
O comportamento pode contribuir de diversas maneiras para a verossimilhança de nossas pretensões ao papel. As pessoas pode demonstrar ter credenciais para o papel, mas isso depende dos critérios do papel e dos padrões pelos quais é julgada habitualmente a adequação a ele. De outro lado, diversas atividades que não significam diretamente a posse de um papel podem permitir outras atividades com essa significação. Ex: quem ganha dinheiro não é, mas consegue meios para tornar-se um filantropo.
Muitas transgressões que parecem irracionais e sem sentido passam a ter sentido quando as vemos como um esforço para proclamar ou testar um determinado tipo de eu. Algumas mensagens que num nível social ou num grupo étnico podem exprimir-se por comportamento legal e respeitável em determinadas circunstâncias e em outros grupos sociais podem encontrar melhor expressão através de comportamento ilegal, pecaminoso ou pervertido. Por exemplo, o ato homossexual realizado por alguém da classe baixa para conquistar dinheiro não coloca em risco à masculinidade do agente, já na classe média é claramente um ato que põe risco à masculinidade do agente. Além disso, muitas vezes as pessoas causam atos transgressores para proteger o papel como a realização de aborto criminoso a fim de destruir a prova da atividade sexual ilícita.
No processo de interação em pequenos grupos, cada um tenta encontrar para si um lugar especial que, para si ou para os outros, a defina, em alguns aspectos que interessam aos outros membros do grupo, como alguém especialmente bom ou de confiança. Esses são papéis forjados no decorrer da interação do grupo, e modelados, em parte, segundo as forças e os recursos de cada membro. Todavia, depois de comprometidos com tal especialidade, nós nos sentimos presos a determinados padrões de excelência predominantes nessa especialidade. Com isso, podemos zangar, ofender e desapontar as pessoas que aceitaram nossas pretensões e papéis se não conseguirmos viver de acordo com essas pretensões. Mas se outra pessoa deixa de fazer a mesma coisa que você o resultado pode ser completamente diferente porque ele não assumiu o mesmo papel que você, ou seja, a reação daquelas que a cercam pode ser completamente diferente da reação que teriam se você deixasse de realizar a mesma coisa. A fim de colher as recompensas dos papéis a que conseguimos ascender, nós nos impomos muitos sacrifícios e muita autodisciplina. Portanto, esses papéis estão entre os mecanismos mais poderosos de controle social. Do ponto de vista da teoria do papel, o processo de adquirir e praticar os papéis torna-se a questão central no problema da aprendizagem do comportamento de transgressão.
As variáveis importantes da teoria de associação diferencial são a frequência, a duração, a prioridade e a intensidade das associações com definições favoráveis e desfavoráveis dos atos delinquentes. A teoria do papel não acentua os atos, mas o papel. Ambas supõe que nada aprendemos antes de estarmos expostos ao que temos de aprender, além de que só observamos, lembramos e incorporamos aquilo que importa para nós e o que importa é tudo aquilo que contribui para o eu que estamos construindo, os papéis que tentamos desempenhar ou aqueles a que aspiramos. 
Segundo a teoria da anomia, o comportamento transgressor é uma forma de enfrentar um problema de fins e meios, de reduzir a tensão entre os objetivos culturais e a insuficiência dos meios institucionalizados. A teoria do papel-eu sugere outra maneira de encarar a transgressão, mas é absolutamente correto afirmar que os objetivos que procuramos e os meios que empregamos exprimem e tornam válidos os papéis que pretendemos. Quando surge uma ruptura entre os objetivos e os meios há transgressão de uma parte das exigências do papel, a fim de satisfazer a outra. Porém, às vezes, tem outra saída, podem reduzir a ruptura, substituindo um papel por outro.
O processo de interação é uma forma de considerar a ação, compatível com qualquer destas teorias, embora na realidade tenha sido mais explícita e mais desenvolvida na teoria papel-eu, e menos na teoria da anomia. Geralmente a ação humana não ocorre repentinamente. Cresce, desenvolve-se, tem uma história. As circunstâncias que determinam o movimento numa direção específica incluem tanto características da pessoa quanto características da situação. Algumas das circunstâncias que ajudam a determinar o desenvolvimento da linha de ação são muito independentes dos acontecimentos em etapas anteriores, algumas são consequências, frequentemente inesperadas, de acontecimentos em etapas anteriores (circunstâncias alheias à vontade do agente)
Short e Strodtbeck observaram que as culturas delinquentes levam frequentemente a ações delinquentes, não porque instiguem as pessoas a sair e praticar tais atos, premeditados, mas porque as estimulam a colocar-se em situações muito arriscadas, em que alguém pode fazer alguma coisa que, por sua vez, pode precipitar um ato delinquente.
Assim como a transgressão pode ser expressiva ou complementar de um papel, o mesmo pode se dar com as reações à transgressão. A ação em qualquer papel, seja dentro ou fora da estrutura manifesta de controle, contém dados sobre o titular do papel e sua adequação a este. À transgressão, os indivíduos podem reagir positivamente ou negativamente. Um papel pode complementar o outro, por exemplo, as notas que um indivíduo tira durante a graduação pode contribuir no preenchimento da sua “ficha”, fazendo com que conquiste outros papéis, como um bom emprego.
A maneira pela qual rotulamos os outros e reagimos a suas ações transgressoras é parcialmente determinada por nossos investimentos nesses papéis e no comportamento que os torna válido. Provavelmente também devemos examinar e verificar os nossos sentimentos para estar certos de que são adequados aos eus que pretendemos e procuramos ser. 
Esta concepção do processo de interação se aplica a quase todas as formas sociais e culturais.

#### Tendências convergentes e perspectivas futuras
Relacionando todas essas teorias, aspectos e definições Cohen discorre sobre a sua teoria, a teoria das subculturas e sua relação aos atos delinquentes.
A estrutura do sistema mais amplo, sua cultura e organização social criam problemas característicos de ajustamento para as pessoas em cada posição no sistema e lhes dão, bem ou mal, meios para solucioná-los. Nos casos em que, na estrutura das normas institucionalizadas, são insuficientes esses meios, ou nos casos em que os ocupantes destas posições estão mal equipados para utilizá-los, os indivíduos tendem a rejeitar os aspectos da cultura que contribuem para a criação de problemas ou barreiras para a sua solução, e a substituí-los por aspirações e normas com que viver mais confortavelmente. Quando o problema é atingir posição e auto-respeito, através dos critérios convencionais para medir o valor do indivíduo, a reação tende a assumir a forma de substituição de critérios por outros, que os indivíduos consigam satisfazer. Estes critérios podem permitir ou exigir comportamento que transgrida as normas da sociedade convencional, podem justificar ou exigir o comportamento transgressor.
Uma solução aceitável deve ser a que dispõe do apoio dos objetos de referencia do indivíduo. Portanto, uma boa solução exige uma resposta coletiva. Aqui vemos o destaque da dimensão coletiva do comportamento transgressor – característica da escola de transmissão cultural. A subcultura delinquente é um caso específico de solução coletiva de um problema comum.
Segundo a teoria das subculturas, são subculturas (grupos que se identificam por algo em comum) que realizam as pessoas em horizontes particulares, que estabelece códigos de conduta, ou seja, o crime é sempre um ato que reflete a subcultura particular. 	Cohen supõe que as reações transgressoras geralmente adquirem uma forma subcultural, mas o fato de surgir ou não uma subcultura transgressora depende da posição dos que estão sujeitos à tensão relativa na estrutura de oportunidades ilegítimas. Em grande parte, esta estrutura consiste da oportunidade de aprender, praticar e realizar papéis transgressores. Os tipos de oportunidades ilegítimas e sua distribuição determinarão o conteúdo da subcultura transgressora. 
Segundo Cloward e Ohlin, as subculturas delinquentes geralmente assumem uma das três formas seguintes: a delinquência, a conflitiva e de afastamento. A primeira acentua a atividade organizada, disciplinada e racional, orientada para o lucro econômico; a segunda, a violência e as lutas de bandos; a terceira, o vício de entorpecentes e outros estimulantes.
A noção de que existem dois tipos de oportunidades, legítimas e ilegítimas é analítica e não concreta. Isso quer dizer que não existem algumas oportunidades legítimas e outras ilegítimas, mas as mesmas coisas são geralmente, e talvez sempre, legítimas e ilegítimas.
A diversidade de fins ilegítimos, para os quais pode voltar-se o arbítrio (dentro de certos limites, um indivíduo tem a liberdade de resolver o que deve fazer, supondo-se que fará a coisa certa), é tão grande quanto a diversidade dos interesses humanos.      
Vale ressaltar que embora haja regulação, nem tudo é minuciosamente regulado. Portanto, para reduzir o exercício ilegítimo do arbítrio temos como solução: reduzi-lo e substituí-lo por regras minuciosas, estabelecendo o que deve ser feito em situações específicas, aumentar a supervisão e vigilância, tornar mais rigorosa as sanções pelo abuso do arbítrio e exigir que os ocupantes de posições se desfaçam de interesses quem entre em conflito com aqueles que o arbítrio pretende atender. Mas a redução do arbítrio pode acarretar uma perda de flexibilidade da organização; o aumento da supervisão e vigilância pode ser destrutivo para a moral; o aumento do castigo pode provocar a timidez no exercício do arbítrio, acentuar o ritualismo e estimular a prática de lançar a responsabilidade dobre outrem e a exigência de renúncia a interesses potencialmente conflitivos pode desencorajar pessoas qualificadas para aceitar as posições.
A reação à transgressão pode ser conceituada, não só em termos normativos, ma também em termos do que, por outro lado, ocorre com a estrutura de oportunidades do infrator. Pode abrir novas oportunidades legítimas ou fechá-las. Pode também abrir ou fechar oportunidades ilegítimas. Ou seja, no exame da interação, do ponto de vista de qualquer dos elementos do processo, as consequências para um deles, daquilo que outro faz, podem ser representadas através de uma tabela de quatro entradas. Por exemplo, o pai pode comprar um carro velho para o filho a fim de tirar a vontade dele de pedir o carro da família emprestado – abertura de oportunidade legítima.
|            | Oportunidades Legítimas | Oportunidades Ilegítimas |
| ---------- | ----------------------- | ------------------------ |
| Abertura   |                         |                          |
| Fechamento |                         |                          |